# História da Somália
Somália (somali: Soomaaliya; aṣ-Ṣūmāl), oficialmente República Federal da Somália (somali: Jamhuuriyadda Federaalka Soomaaliya, Jumhūriyyat aṣ-Ṣūmāl al-Fideraaliya) e anteriormente conhecida como República Democrática da Somália, é um país localizado no Chifre da África. O país era um importante centro de comércio com o resto do mundo na Antiguidade e de acordo com a maioria dos estudiosos, está entre os locais mais prováveis da lendária antiga Punte. Durante a Idade Média, vários poderosos estados somalis e cidades portuárias dominaram o comércio regional, o Sultanato de Mogadíscio e o Sultanato de Ajuran ambos centrados em torno da cidade portuária de Mogadíscio, mas também das cidades portuárias de Barawa e Merca.
No final do século 19, através de uma sucessão de tratados com esses reinos, o império colonial italiano ganhou o controle de partes da costa e estabeleceu a colônia da Somália Italiana. Em partes do sul da Somália, os italianos travaram uma guerra de décadas, apelidada de Resistência Banadir, com os somalis ao redor da cidade portuária de Merca. A Itália adquiriu o controle total das partes nordeste, central e sul do território depois de realizar com sucesso uma Campanha dos Sultanatos contra o Sultanato de Majeerteen e o Sultanato de Hobyo. Esta ocupação durou até 1941, quando foi substituída por uma administração militar britânica.
Em 1950, o Território Fiduciário da Somalilândia sob administração italiana foi estabelecido como uma Tutela das Nações Unidas, com a promessa de independência após 10 anos. A Somalilândia Britânica, nominalmente independente como o Estado da Somalilândia (atual Somalilândia) por quatro dias, fundiu-se como planejado com o território fiduciário em 1960. Juntos, eles formaram a República Somali independente sob um governo civil, a Assembleia Nacional Somali, liderada por Haji Bashir Ismail Yusuf. A administração durou até 1969, quando o Conselho Supremo Revolucionário liderado por Mohamed Siad Barre, tomou o poder em um golpe pacífico e renomeou o país como República Democrática da Somália. Em 1991, a Guerra Civil da Somália dividiu todo o país. Apesar do estabelecimento dos governos interino, transitório e federal, a Somália continua dividida com a Somalilândia ganhando independência de facto.

## Pré-História

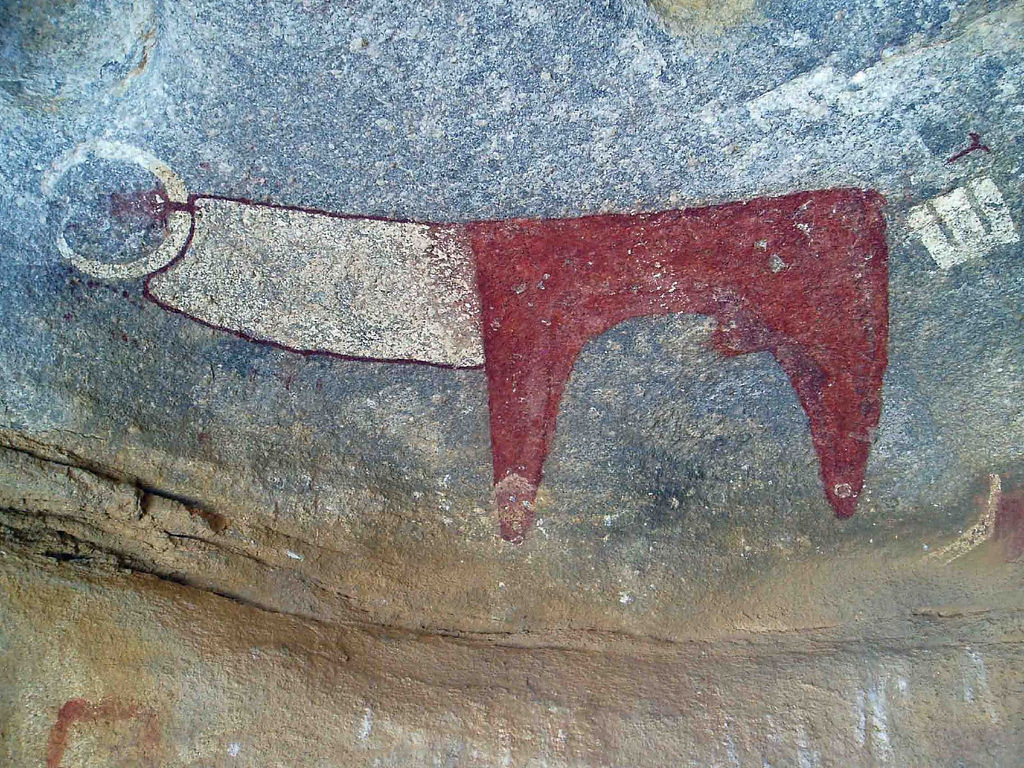
Laas Gaal, uma representação rupestre de uma vaca

A Somália tem sido habitada desde pelo menos, no Paleolítico, quando as culturas Doian e Hargeisan floresceram. A evidência mais antiga de costumes funerários no Chifre da África vem de cemitérios na Somália que datam do 4º milênio a.C. Os implementos de pedra do sítio de Jalelo, no norte (a meio caminho entre Berbera e Hargeisa) também foram caracterizados em 1909 como importantes artefatos que demonstram a universalidade arqueológica durante o Paleolítico entre o Oriente e o Ocidente. 
De acordo com linguistas, as primeiras populações de língua afro-asiática chegaram à região durante o período neolítico que se seguiu a partir do urheimat ("pátria original") proposto pela família no Vale do Nilo, ou no Oriente Próximo. Outros estudiosos propõem que a família afro-asiática se desenvolveu in situ no Chifre, com seus falantes posteriormente se dispersando a partir daí. 
O complexo de cavernas Laas Gaal, nos arredores de Hargeisa, no noroeste da Somália, tem arte rupestre que remonta a cerca de 5.000 anos e retrata animais selvagens e vacas decoradas.  Outras pinturas rupestres são encontradas na região norte de Dhambalin, que apresentam uma das primeiras representações conhecidas de um caçador a cavalo. A arte rupestre é no distinto estilo etíope-árabe, datado de 1000 a 3000 a.C. Além disso, entre as cidades de Las Khorey e El Ayo, no norte da Somália, encontra-se Karinhegane, o local de numerosas pinturas rupestres de animais reais e míticos. Cada pintura tem uma inscrição abaixo dela, que coletivamente foi estimada em cerca de 2.500 anos de idade. 

## Antiguidade
A antiga Somália domesticou o camelo em algum lugar entre o terceiro milênio e o segundo milênio a.C., de onde se espalhou para o Antigo Egito e o norte da África. 

### Punte
Antigas estruturas piramidais, mausoléus, cidades arruinadas e paredes de pedra encontrados na Somália (como a Muralha de Wargaade) são evidências de uma antiga civilização sofisticada que já prosperou na península somali. As descobertas de escavações arqueológicas e pesquisas na Somália mostram que esta civilização desfrutava de uma lucrativa relação comercial com o Egito Antigo e a Grécia micênica desde o segundo milênio a.C. Isso apoia a hipótese da Somália e/ou dos territórios adjacentes do Chifre correspondentes à antiga Punte. Os puntitas negociavam mirra, especiarias, ouro, ébano, gado de chifres curtos, marfim e incenso com os antigos egípcios, fenícios, babilônios, indianos, chineses e romanos através de seus portos comerciais. Uma expedição egípcia antiga enviada a Punte pela rainha Hatshepsut da 18ª dinastia está registrada nos relevos do templo em Deir el-Bahari, durante o reinado do rei puntita Parahu e da rainha Ati. Um dos principais trabalhos acadêmicos sobre Punt, escrito a partir de um ponto de vista nativo somali, foi pelo historiador somali Muxamed Ibraahim Muxamed, que escreveu a obra: Taariikhda Soomaaliya: dalkii filka weynaa ee punt.

### Cidades da Somália
No período clássico, as cidades-estado somalis de Mosylon, Opone, Malao, Sarapion, Mundus, Essina e Tabae, na Somália, desenvolveram uma lucrativa rede de comércio conectando-se com mercadores da Fenícia, Egito, Grécia, Pérsia Parta, Sabá, Nabatéia e do Império Romano. Eles usavam o antigo navio marítimo somali conhecido como beden para transportar sua carga.
Após a conquista romana do Império Nabateu e a presença naval romana em Áden para conter a pilhagem, os mercadores árabes somalis e do Golfo por acordo proibiram os navios indianos de negociar nas cidades portuárias livres da Península Arábica para proteger os interesses dos mercadores somalis e árabes no extremamente lucrativo comércio do Mar Vermelho-Mar Mediterrâneo. No entanto, os mercadores indianos continuaram a negociar nas cidades portuárias da península somali, que estava livre da interferência romana.
Durante séculos, os mercadores indianos trouxeram grandes quantidades de canela do Sri Lanka e da Indonésia para a Somália e a Arábia. Diz-se que este foi o segredo mais bem guardado dos mercadores árabes somalis e do Golfo em seu comércio com o mundo romano e grego. Os romanos e gregos acreditavam que a fonte da canela era a península somali, mas na realidade, o produto altamente valorizado foi trazido para a Somália por meio de navios indianos. Através de um acordo colusivo entre comerciantes somalis e árabes do Golfo, a canela indiana/chinesa também foi exportada por preços muito mais altos para o norte da África, o Oriente Próximo e a Europa, o que tornou o comércio de canela um gerador de receita muito lucrativo, especialmente para os comerciantes somalis através de cujas mãos grandes quantidades foram enviadas através de antigas rotas marítimas e terrestres.

## Idade Média

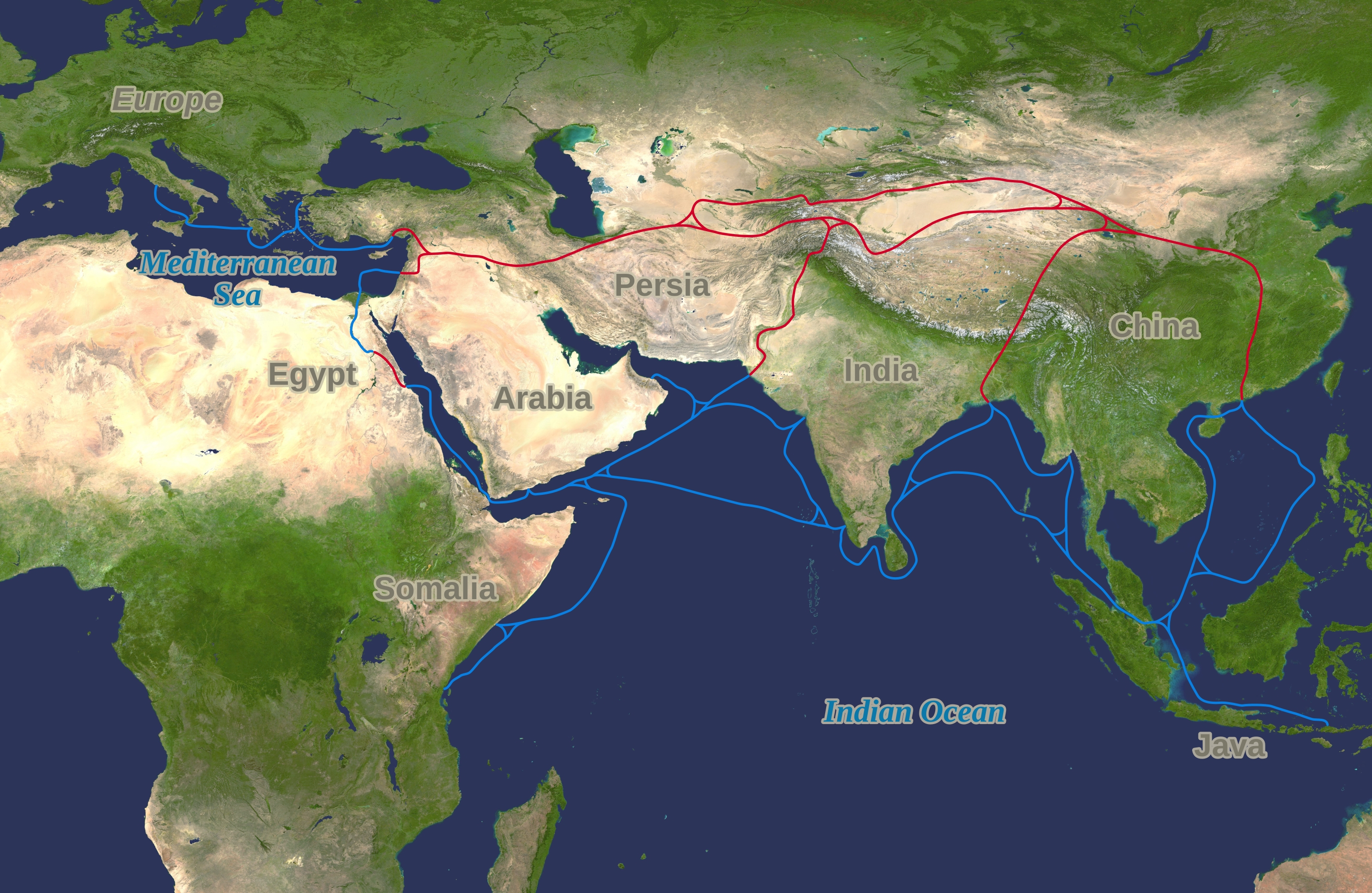
A Rota de Seda estende-se do sul da Europa através da Arábia, Somália, Egito, Pérsia, Índia e Java (Indonésia) até chegar à China.

O Islã foi introduzido na costa norte da Somália logo no início da Península Arábica, logo após a hégira (também conhecida como migração para a Abissínia). A Masjid al-Qiblatayn de dois mirabe de Zeilá data do século VII e é a mesquita mais antiga da África. No final do século 9, Iacubi escreveu que os muçulmanos viviam ao longo da costa norte da Somália. Ele também mencionou que o reino de Adal tinha sua capital na cidade, sugerindo que o sultanato de Adal com Zeila como sede remonta pelo menos ao século IX ou X. A história de Adal a partir deste período fundador seria caracterizada por uma sucessão de batalhas com a vizinha Abissínia. 

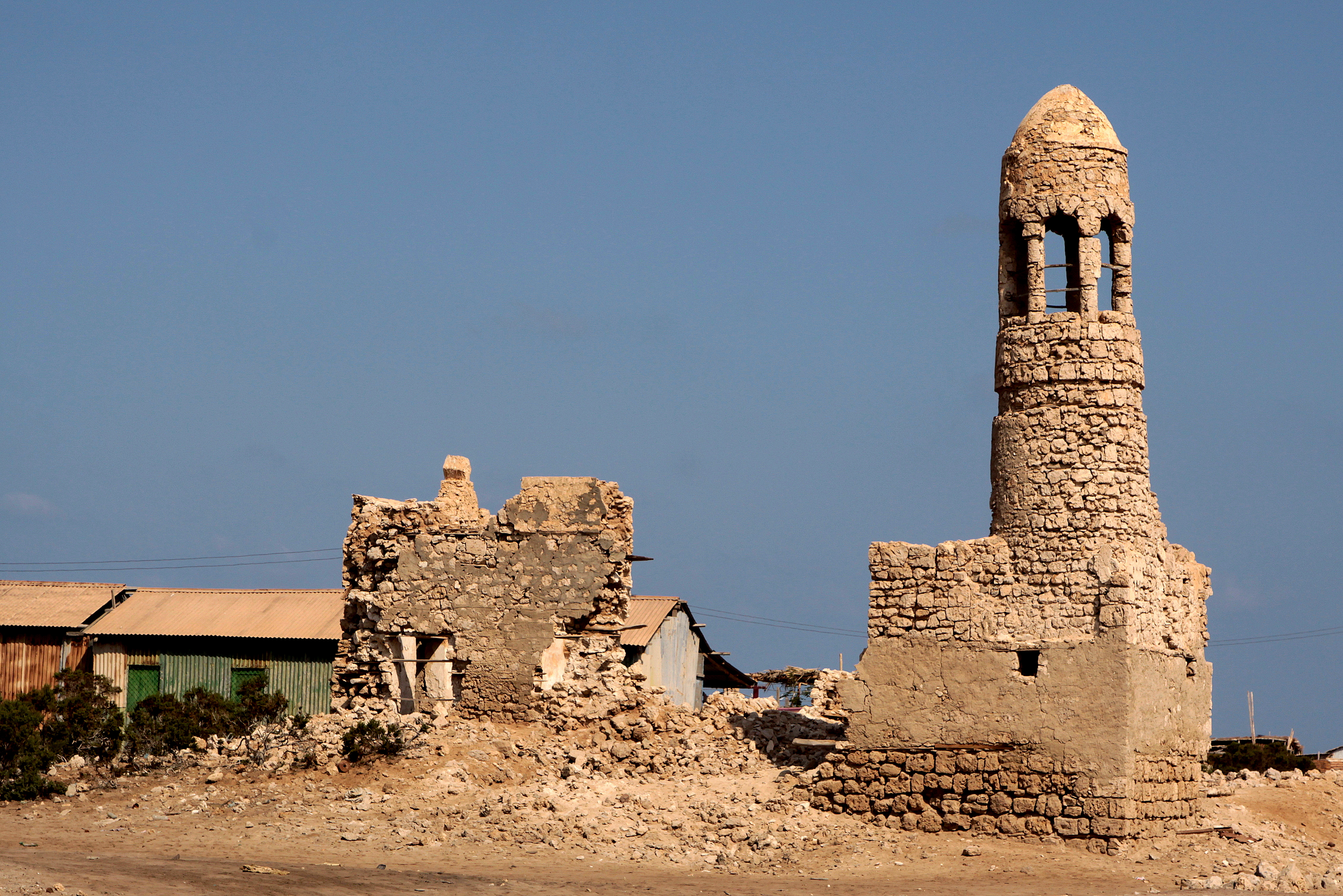
Ruínas de uma mesquita em Zeilá, Somália.

Ao longo da Idade Média, imigrantes árabes chegaram à Somalilândia, uma experiência histórica que mais tarde levaria às lendárias histórias sobre xeques muçulmanos como Daarood e Ishaaq bin Ahmed (os supostos ancestrais dos clãs Darod e Isaaq, respectivamente) viajando da Arábia para a Somália e se casando com o clã Dir local. 

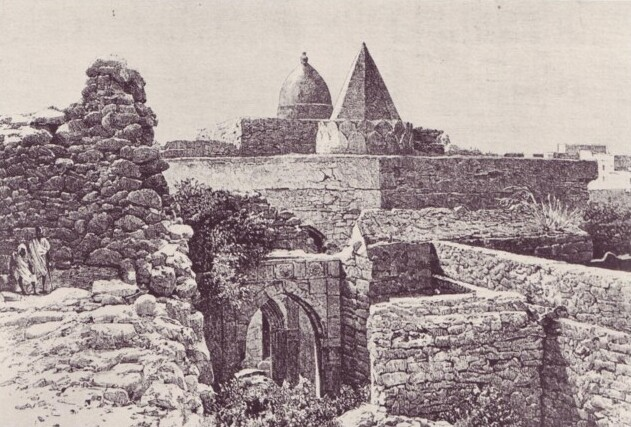
Gravura da mesquita Fakr ad-Din do século XIII construída por Fakr ad-Din, o primeiro sultão do sultanato de Mogadíscio.

A primeira dinastia do sultanato de Mogadíscio foi estabelecida por Abubakr bin Fakhr ad-Din. Esta casa governante foi sucedida por diferentes dinastias como os Qahtani, Hilwaani e, eventualmente, a dinastia Muzaffar e permaneceu uma poderosa cidade-estado comercial regional, sendo a primeira a fazer uso das minas de ouro em Sofala. Eventualmente, no final do século 16, a dinastia Muzaffarid aliou-se ao Império Ajuran somali. Por muitos anos, Mogadíscio permaneceu como a cidade proeminente na بلاد البربر, Bilad-al-Barbar ("Terra dos Berberes"), que era o termo árabe medieval para a costa somali. [37][38][ Após sua visita à cidade, o historiador sírio do século XII, Iacute de Hama, escreveu que ela era habitada por "berberes", os ancestrais dos somalis modernos.
A conquista de Shoa acendeu uma rivalidade pela supremacia entre os cristãos salomônidas e os ifatitas muçulmanos, que resultou em várias guerras devastadoras e terminou em uma vitória salomônica sobre o Reino de Ifat. Partes do noroeste da Somália ficaram sob o domínio dos Salomônidas nos tempos medievais, especialmente durante o reinado de Ámeda-Sion II (r. 1314–1344). Em 1403 ou 1415 (sob o imperador Davi II ou o imperador Yeshaq I, respectivamente), medidas foram tomadas contra o sultanato muçulmano de Adal. O imperador finalmente capturou o rei Sa'ad ad-Din II da dinastia Walashma em Zeilá e mandou executá-lo. A Crônica de Walashma, no entanto, registra a data como 1415, o que tornaria o imperador etíope vencedor Yeshaq I. Após a guerra, o rei reinante mandou seus menestréis comporem uma canção elogiando sua vitória, que contém o primeiro registro escrito da palavra "somali". A família de Sa'ad ad-Din II foi posteriormente dada refúgio seguro na corte do rei do Iêmen, onde seus filhos se reagruparam e planejaram sua vingança contra os Salomônidas.

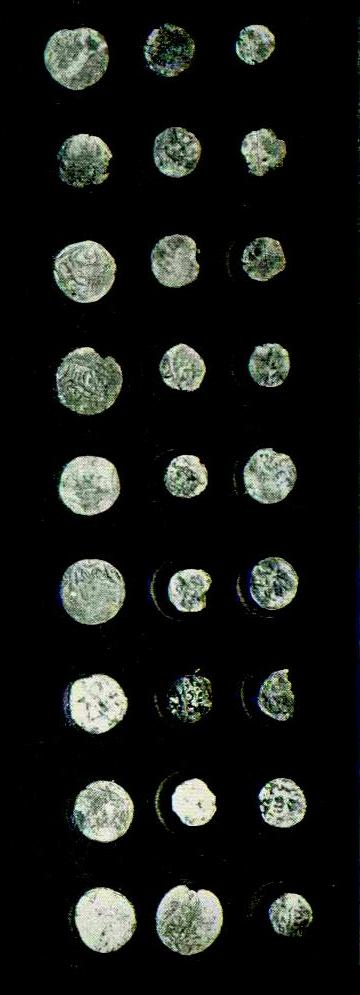
Moeda mogadísana - O sultanato de Mogadíscio foi um importante apoiador monetário de Adal.

O filho mais velho, Sabr ad-Din III, construiu uma nova capital a leste de Zeilá conhecida como Dakkar e começou a se referir a si mesmo como o rei de Adal. Ele continuou a guerra contra o Império Salomônico. Apesar do tamanho menor de seu exército, ele foi capaz de derrotar os Salomônides nas batalhas de Serjan e Zikr Amhara e, consequentemente, saqueou as áreas circundantes. Muitas batalhas semelhantes foram travadas entre os adalitas e os solimônidas, com ambos os lados alcançando a vitória e sofrendo derrota, mas finalmente o sultão Sabr ad-Din II conseguiu expulsar o exército salomônico do território de Adal. Ele morreu de morte natural e foi sucedido por seu irmão Mansur ad-Din que invadiu a capital e sede real do Império Salomônico e levou o imperador Dawit II para Yedaya, onde de acordo com al-Maqrizi, o sultão Mansur destruiu um exército salomônico e matou o imperador. Ele então avançou para as montanhas de Mokha, onde encontrou um exército salomônico de 30.000 homens. Os soldados adalitas cercaram seus inimigos e por dois meses cercaram os soldados salomônicos presos até que uma trégua foi declarada a favor de Mansur.

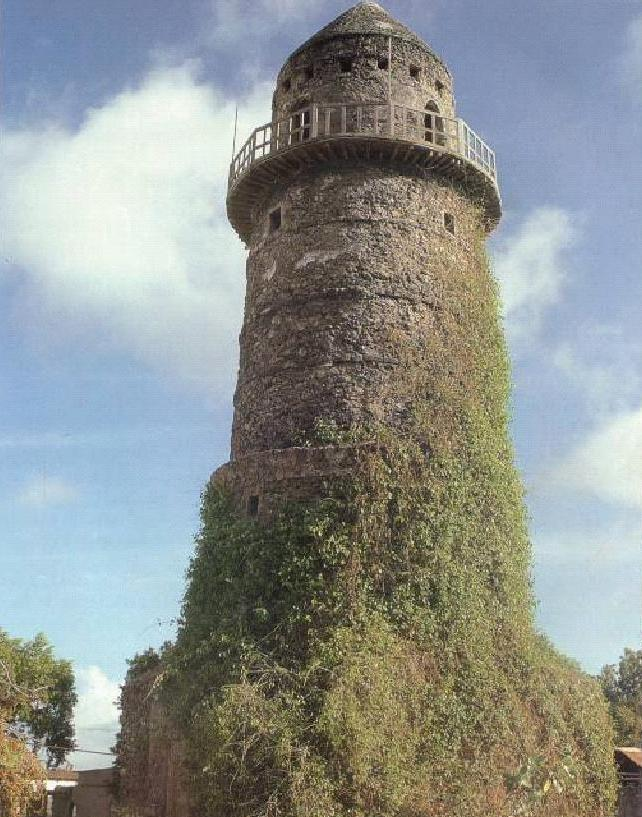
Torre de Almnara, Mogadíscio.

Mais tarde na campanha, os adalitas foram atingidos por uma catástrofe quando o sultão Mansur e seu irmão Maomé foram capturados em batalha pelos salomônidas. Mansur foi imediatamente sucedido pelo irmão mais novo da família, Jamal ad-Din II. O sultão Jamal reorganizou o exército em uma força formidável e derrotou os exércitos salomônicos em Bale, Yedeya e Jazja. O imperador Yeshaq I respondeu reunindo um grande exército e invadiu as cidades de Yedeya e Jazja, mas foi repelido pelos soldados de Jamal. Após este sucesso, Jamal organizou outro ataque bem-sucedido contra as forças salomônicas e infligiu pesadas baixas no que teria sido o maior exército adalita já em campo. Como resultado, Yeshaq foi forçado a se retirar em direção ao Nilo Azul nos cinco meses seguintes, enquanto as forças de Jamal ad Din os perseguiram e saquearam muito ouro no caminho, embora nenhum engajamento tenha se seguido.
Depois de voltar para casa, Jamal enviou seu irmão Ahmad com o especialista em batalha cristão Harb Jaush para atacar com sucesso a província de Dawaro. Apesar de suas perdas, o imperador Yeshaq ainda foi capaz de continuar os exércitos de campo contra Jamal. O sultão Jamal continuou a avançar mais para o coração da Abissínia. No entanto, Jamal ao saber do plano de Yeshaq de enviar vários grandes exércitos para atacar três áreas diferentes de Adal (incluindo a capital), retornou a Adal, onde lutou contra as forças salomônicas em Harjai e, de acordo com al-Maqrizi, foi onde o imperador Yeshaq morreu em batalha. O jovem sultão Jamal ad-Din II no final de seu reinado superou seus irmãos e antepassados na arena de guerra e se tornou o governante mais bem-sucedido de Adal até hoje. Dentro de alguns anos, no entanto, Jamal foi assassinado por amigos ou primos desleais por volta de 1432 ou 1433, e foi sucedido por seu irmão Badlay ibn Sa'ad ad-Din. O sultão Badlay continuou as campanhas de seu irmão mais novo e iniciou várias expedições bem-sucedidas contra o império cristão. Ele recuperou o Reino de Bali e começou os preparativos de uma grande ofensiva adalita nas Terras Altas da Etiópia. Ele conseguiu obter financiamento de reinos muçulmanos vizinhos tão distantes quanto o Reino de Mogadíscio.  No entanto, esses planos ambiciosos foram jogados fora da câmara de guerra quando o rei Badlay morreu durante a invasão de Dawaro. Ele foi sucedido por seu filho Muhammad ibn Badlay, que enviou enviados ao sultão do Egito mameluco para reunir apoio e armas na guerra contínua contra o império cristão. O governante adalita Maomé e o governante salomônico Baeda Maryam concordaram com uma trégua e ambos os estados nas décadas seguintes viram um período sem precedentes de paz e estabilidade.

## Início do modernismo
O sultão Maomé foi sucedido por seu filho Shams ad Din, enquanto o imperador Baeda Maryam foi sucedido por seu filho Eskender. Durante este tempo, a guerra do período eclodiu novamente entre os dois estados e o imperador Eskender invadiu Dakkar, onde foi parado por um grande exército adalita, que destruiu o exército salomônico a tal ponto que nenhuma outra expedição foi realizada pelo restante do reinado de Eskender. Adal, no entanto, continuou a invadir o império cristão sem cessar sob a liderança do general Mahfuz, o líder da máquina de guerra adalita, que anualmente invadia os territórios cristãos. Eskender foi sucedido pelo imperador Na'od, que tentou defender os cristãos do general Mahfuz, mas ele também foi morto em batalha pelo exército adalita em Ifat.
Na virada do século 16, Adal se reagrupou e, por volta de 1527, sob a liderança carismática do imã Ahmad ibn Ibrahim al-Ghazi (Gurey em somali, Gragn em amárico, ambos significando "canhoto"), invadiu a Abissínia. Exércitos adalitas, com armas e apoio otomanos, marcharam para a Etiópia e causaram danos consideráveis no estado montanhoso. Muitas igrejas históricas, manuscritos e assentamentos foram saqueados e queimados durante as campanhas.  O uso de armas de fogo por Adal, ainda raramente usado na Etiópia, permitiu a conquista de mais da metade da Etiópia, chegando até o norte de Tigray. A conquista completa da Etiópia foi evitada pela chegada oportuna de uma expedição portuguesa liderada por Cristóvão da Gama, filho do famoso navegador Vasco da Gama.  Os portugueses tinham estado na região anteriormente – no início do século 16, em busca do lendário rei-sacerdote Preste João – e, embora uma missão diplomática de Portugal, liderada por Rodrigo de Lima, não tivesse conseguido melhorar as relações entre os países, eles responderam aos pedidos de ajuda etíopes e enviaram uma expedição militar aos seus compatriotas cristãos. Uma frota portuguesa sob o comando de Estêvão da Gama foi enviada da Índia portuguesa e chegou a Massawa em fevereiro de 1541. Aqui, ele recebeu um embaixador do imperador suplicando-lhe que enviasse ajuda contra os muçulmanos. Em julho, uma força de 400 mosqueteiros, sob o comando de Cristóvão da Gama, irmão mais novo de Estêvão, marchou para o interior. Juntaram-se às tropas etíopes, eles foram inicialmente bem-sucedidos contra os muçulmanos; mas, eles foram posteriormente derrotados na Batalha de Wofla (28 de agosto de 1542), e seu comandante capturado e executado. Em 21 de fevereiro de 1543, no entanto, uma força conjunta luso-etíope derrotou o exército muçulmano na Batalha de Wayna Daga, na qual Ahmed Gurey foi morto e a guerra venceu. A viúva de Ahmed Gurey casou-se com seu sobrinho Nur ibn Mujahid, em troca de sua promessa de vingar a morte de Ahmed, que sucedeu Ahmed Gurey, e continuou as hostilidades contra seus adversários do norte até que ele matou o imperador etíope em sua segunda invasão da Etiópia.
Durante a era dos Ajurans, os sultanatos e repúblicas de Merca, Mogadíscio, Barawa, Hobyo e seus respectivos portos floresceram e tiveram um lucrativo comércio exterior com navios navegando e vindo da Arábia, Índia, Veneza, Pérsia, Egito, Portugal e tão longe quanto a China. Vasco da Gama, que passou por Mogadíscio no século 15, observou que era uma grande cidade com casas de quatro ou cinco andares e grandes palácios em seu centro e muitas mesquitas com minaretes cilíndricos.  No século 16, Duarte Barbosa observou que muitos navios do Reino de Cambaya, na Índia, navegavam para Mogadíscio com panos e especiarias, pelos quais recebiam ouro, cera e marfim. Barbosa também destacou a abundância de carne, trigo, cevada, cavalos e frutas nos mercados costeiros, o que gerou enorme riqueza para os comerciantes. 
Mogadíscio, o centro de uma próspera indústria de tecelagem conhecida como toob benadir (especializada para os mercados no Egito e na Síria), juntamente com Merca e Barawa também serviram como paradas de trânsito para comerciantes suaílis de Mombaça e Malindi e para o comércio de ouro de Kilwa.  Mercadores judeus do Ormuz trouxeram seus têxteis e frutas indianos para a costa somali em troca de grãos e madeira. ] As relações comerciais foram estabelecidas com Malaca no século 15 com tecido, âmbar cinza e porcelana sendo as principais mercadorias do comércio.  Girafas, zebras e incenso foram exportados para a dinastia Ming da China, que estabeleceu comerciantes somalis como líderes no comércio entre a Ásia e a África.  Mercadores hindus de Surat e mercadores do sudeste africano de Pate, procurando contornar o bloqueio português e a intromissão de Omã, usaram os portos somalis de Merca e Barawa (que estavam fora da jurisdição das duas potências) para conduzir seu comércio em segurança e sem interferência. 
As guerras somali-portuguesas do século 16 na África Oriental significaram que as tensões geopolíticas permaneceriam altas. O aumento do contato entre marinheiros somalis e corsários otomanos preocupou os portugueses, que enviaram várias expedições punitivas contra o Império Ajuran a fim de pacificar as cidades portuárias somalis. Por exemplo, a cidade de Barawa foi saqueada por uma frota portuguesa liderada por Tristão da Cunha na Batalha de Barawa (1507). [carece de fontes?] Em 1542, o comandante português João de Sepúvelda liderou uma pequena frota numa expedição à costa somali. Durante esta expedição, ele atacou brevemente Mogadíscio, capturando um navio otomano e disparando contra a cidade, o que obrigou o sultão de Mogadíscio a assinar um tratado de paz com os portugueses. Navegando para Barawa, João de Sepúvelda saqueou novamente aquela cidade e garantiu-lhe uma nova paz.  A cooperação otomano-somali contra os portugueses no Oceano Índico atingiu um ponto alto na década de 1580, quando os clientes ajuranos das cidades costeiras somalis começaram a simpatizar com os árabes e suaílis sob domínio português e enviaram um enviado ao corsário turco Mir Ali Bey para uma expedição conjunta contra os portugueses. Ele concordou e foi acompanhado por uma frota somali, que começou a atacar colônias portuguesas no sudeste da África.  A ofensiva somali-otomana conseguiu expulsar os portugueses de várias cidades importantes, como Pate, Mombaça e Kilwa. No entanto, o governador português enviou enviados à Índia solicitando uma grande frota portuguesa. Este pedido foi atendido e reverteu a ofensiva anterior dos muçulmanos em uma de defesa. A armada portuguesa conseguiu retomar a maioria das cidades perdidas e começou a punir seus líderes, mas eles se abstiveram de atacar Mogadíscio. 
Berbera, o principal porto do sultanato de Isaaq, foi o porto mais importante do Chifre da África entre os séculos 18 e 19.  Durante séculos, Berbera teve extensas relações comerciais com vários portos históricos na Península Arábica. Além disso, os interiores somali e etíope eram muito dependentes de Berbera para o comércio, de onde vinha a maioria das mercadorias para exportação. Durante a temporada comercial de 1833, a cidade portuária cresceu para mais de 70.000 pessoas, e mais de 6.000 camelos carregados de mercadorias chegaram do interior em um único dia. Berbera era o principal mercado em toda a costa somali para vários bens adquiridos do interior, como gado, café, incenso, mirra, goma de acácia, açafrão, penas, ghee, pele (pele), ouro e marfim. 

De acordo com um jornal comercial publicado em 1856, Berbera foi descrito como "o porto mais livre do mundo, e o local de comércio mais importante de todo o Golfo Arábico".
"Os únicos portos marítimos de importância nesta costa são Feyla [Zeilá] e Berbera; a primeira é uma colônia árabe, dependente de Mocha, mas Berbera é independente de qualquer potência estrangeira. É, sem ter o nome, o porto mais livre do mundo e o mais importante ponto de comércio de todo o Golfo Arábico. Do início de novembro até o final de abril, uma grande feira se reúne em Berbera, e caravanas de 6.000 camelos de cada vez vêm do interior carregadas de café, (considerado superior à Mocha em Bombaim), goma, marfim, couros, peles, grãos, gado e leite azedo, o substituto das bebidas fermentadas nessas regiões; também muito gado é trazido para lá para o mercado de Áden." 
Historicamente, o porto de Berbera foi controlado indigenamente entre os sub-clãs mercantis Reer Ahmed Nuh e Reer Yunis Nuh do Habar Awal. 

## Século XIX
Em 1841, Haji Sharmarke Ali Saleh, um bem-sucedido e ambicioso comerciante somali, invadiu Zeila com sucesso utilizando cânones e mosqueteiros somalis. Ele depôs e aprisionou o governante árabe da cidade portuária e o sucedeu como o governante indiscutível de Zeila e suas dependências. O governo de Sharmarke teve um efeito instantâneo sobre a cidade, pois ele manobrava para monopolizar o máximo possível do comércio regional, com seus olhos voltados para Harar e Ogaden. Em 1845, Sharmarke enviou alguns homens matchlock para tomar o controle da vizinha Berbera das então rivais autoridades somalis daquela cidade. [66][
A influência de Sharmarke não se limitou à costa, pois ele tinha muitos aliados no interior do país somali e ainda mais na Abissínia. Entre seus aliados estavam os sultões de Shewa. Depois que o Amir de Harar Abu Bakr II ibn ʽAbd al-Munan prendeu um dos agentes de Sharmarke em Harar, houve tensão entre os dois governantes. Sharmarke convenceu o filho de Sahle Selassie, governante de Shewa, a prender em seu nome cerca de 300 cidadãos de Harar então residentes em Shewa, por um período de dois anos. 
O sultão Yusuf Mahamud Ibrahim, o terceiro sultão da Casa de Gobroon, começou a era de ouro da dinastia Gobroon. Em 1843, seu exército saiu vitorioso durante a jihad de Bardheere, que restaurou a estabilidade na região e revitalizou o comércio de marfim da África Oriental. Ele também recebeu presentes e teve relações cordiais com os líderes de reinos vizinhos e distantes, como os sultões de Omã, Wituland e Iêmen.
O filho do sultão Ibrahim, Ahmed Yusuf, o sucedeu e foi uma das figuras mais importantes da África Oriental do século 19. Ele conseguiu reunir 20 mil soldados somalis, invadiu e capturou a ilha de Zanzibar, derrotando as tropas inimigas e libertando os escravos bantos. Através de seu domínio militar, o sultão Yusuf conseguiu cobrar tributo do rei de Omã na cidade costeira de Lamu. 
No norte e sul da Somália, a dinastia Gerad realizou comércio com o Iêmen e a Pérsia e competiu com os mercadores da dinastia Bari. Os Gerads e os sultões Bari construíram impressionantes palácios, castelos e fortalezas e tiveram relações estreitas com muitos impérios diferentes no Oriente Próximo.
No final do século 19, após a Conferência de Berlim, as potências europeias iniciaram a Corrida pela África, que inspirou os líderes dervixes no norte, como Mohammed Abdullah Hassan e o sultão Nur Ahmed Aman, a reunir apoio de todo o Chifre da África, mas também o xeque Abikar Gafle a iniciar uma resistência em torno de Merca chamada Resistência Banadir. Tanto a Resistência Banadir quanto o Movimento Dervixe desencadearam o início de uma das mais longas lutas anticoloniais no continente.
O movimento Dervixe de Mohammed Abdullah Hassan se espalhou pela Somália e repeliu com sucesso o Império Britânico quatro vezes, forçando-os a recuar para a região costeira, mas os Dervishes foram finalmente derrotados em 1920 pelo poder aéreo britânico. 

### Resistência Banadir
Na década de 1890, a ocupação italiana de Marka provocou o início e a indignação entre o clã Bimal, muitos deles se juntaram à resistência Bimal contra a Itália. Um italiano residente da cidade, Giacomo Trevis, foi assassinado em 1904. Em resposta, a Itália ocupou a cidade portuária de Jazira, cerca de 30 milhas ao sul de Mogadíscio.  Em resposta, os líderes Bimal convocaram uma grande conferência mobilizando os clãs Banadiri, assim ela veio a ser conhecida como a Resistência Banadir. A resistência foi liderada pelos xeques Abdi Gafle e Ma'alin Mursal Abdi Yusuf; dois proeminentes professores islâmicos locais em Marka do clã Bimal. A resistência, embora baseada em clãs, inicialmente se transformou em uma com um fervor religioso, principalmente Bimal, (mas também mais tarde alguns dos Wa'dan, Hintire e outros clãs da confederação Geledi se juntaram). [

### Movimento Dervish
A notícia do incidente que provocou a rebelião dervixe e os distúrbios de 21 anos, segundo o cônsul-geral James Hayes Sadler, foi divulgada pelo sultão Nur, do Habr Yunis. O incidente em questão foi o de um grupo de crianças somalis que foram convertidas ao cristianismo e adotadas pela Missão Católica Francesa em Berbera em 1899. Se o sultão Nur experimentou o incidente em primeira mão ou se ele foi informado dele não está claro, mas o que se sabe é que ele propagou o incidente no Tariqa em Kob Fardod em junho de 1899, precipitando a rebelião religiosa que mais tarde se transformou no Dervish somali.  Em uma de suas cartas ao sultão Deria em 1899, Hassan disse que os britânicos "destruíram nossa religião e fizeram de nossos filhos seus filhos", aludindo ao incidente do sultão Nur com a Missão Romana Francesa em Berbera. Os dervixes logo emergiram como uma oposição das atividades cristãs, defendendo sua versão do Islã contra a missão cristã.  Em vários de seus poemas e discursos, Hassan insistiu que os britânicos e os cristãos etíopes em aliança com os britânicos estavam empenhados em saquear a liberdade política e religiosa da nação somali. Ele logo emergiu como "um defensor da liberdade política e religiosa de seu país, defendendo-o contra todos os invasores cristãos". Hassan emitiu uma ordenança religiosa que qualquer cidadão somali que não aceitasse o objetivo de unidade da Somália e não lutasse sob sua liderança seria considerado como kafir ou gaal. Ele logo adquiriu armas do Império Otomano, Sudão e outros países muçulmanos simpáticos, e nomeou ministros e conselheiros para administrar diferentes áreas ou setores da Somália. Além disso, Hassan fez um apelo claro pela unidade e independência somali, no processo de organização de seus seguidores-guerreiros. Seu movimento dervixe tinha um caráter essencialmente militar, e o movimento dervixe foi moldado no modelo de uma irmandade Salihiya. Caracterizou-se por uma rígida hierarquia e centralização. Hassan ameaçou empurrar os cristãos para o mar; ele cometeu o primeiro ataque lançando sua primeira grande ofensiva militar com seus 1.500 Dervish equipados com 20 fuzis modernos contra os soldados britânicos estacionados na região.
Ele repeliu os britânicos em quatro expedições e teve relações diplomáticas favoráveis com as potências centrais dos impérios otomano e alemão.

## Século 20
Em 1920, o movimento Dervish entrou em colapso após intensos bombardeios aéreos britânicos, e os territórios Dervish foram posteriormente transformados em um protetorado. O início do fascismo no início da década de 1920 anunciava uma mudança de estratégia para a Itália, já que os sultanatos do nordeste logo seriam forçados dentro dos limites de La Grande Somália de acordo com o plano da Itália fascista. Com a chegada do governador Cesare Maria De Vecchi em 15 de dezembro de 1923, as coisas começaram a mudar para aquela parte da Somalilândia. A Itália tinha acesso a essas áreas sob os sucessivos tratados de proteção, mas não a regra direta. O governo fascista tinha domínio direto apenas sobre o território de Benadir Dada a derrota do movimento dervixe no início da década de 1920 e a ascensão do fascismo na Europa, em 10 de julho de 1925, Mussolini deu sinal verde a De Vecchi para iniciar a tomada dos sultanatos do nordeste. Tudo era para ser mudado e os tratados revogados.
O primeiro plano do governador De Vecchi foi desarmar os sultanatos. Mas, antes que o plano pudesse ser executado, tinha que haver tropas italianas suficientes em ambos os sultanatos. Para tornar mais viável a execução de seu plano, ele começou a reconstituir o antigo corpo de polícia somali, o Corpo Zaptié, como uma força colonial.
Em preparação para o plano de invasão dos sultanatos, o Comissário de Alula, E. Coronaro recebeu ordens em abril de 1924 para realizar um reconhecimento nos territórios alvo de invasão. Apesar da relação italiana de 40 anos com os sultanatos, a Itália não tinha conhecimento adequado da geografia. Durante esse tempo, o levantamento geológico Stefanini-Puccioni estava programado para acontecer, então foi uma boa oportunidade para a expedição de Coronaro se juntar a isso.
A pesquisa de Coronaro concluiu que o sultanato ismaano (Majeerteen) dependia do tráfego marítimo, portanto, se este fosse bloqueado, qualquer resistência que pudesse ser montada após a invasão do sultanato seria mínima. Como primeira etapa do plano de invasão, o governador De Vecchi ordenou que os dois sultanatos se desarmassem. A reação de ambos os sultanatos foi se opor, pois achavam que a política estava violando os acordos de protetorado. A pressão gerada pelo novo desenvolvimento forçou os dois sultanatos rivais a resolver suas diferenças sobre a posse de Nugaal, e formar uma frente unida contra seu inimigo comum.
O sultanato de Hobyo era diferente do do Majeerteen em termos de sua geografia e do padrão do território. Foi fundada por Yusuf Ali Kenadid em meados do século 19 no centro da Somália. Sua jurisdição se estendia de Ceeldheer (El Dher) até Dhusamareb no sudoeste, de Galladi a Galkayo no oeste, de Jariban a Garaad no nordeste, e o Oceano Índico no leste.
Em 1º de outubro, o plano de De Vecchi era entrar em ação. A operação para invadir Hobyo começou em outubro de 1925. Colunas do novo Zaptié começaram a se mover em direção ao sultanato. Hobyo, Ceelbuur (El Buur), Galkayo e o território entre eles foram completamente invadidos em um mês. Hobyo foi transformada de um sultanato em uma região administrativa. O sultão Yusuf Ali se rendeu. No entanto, logo as suspeitas foram levantadas quando Trivulzio, o comissário Hobyo, relatou o movimento de homens armados em direção às fronteiras do sultanato antes da tomada e depois. Antes que os italianos pudessem se concentrar no Majeerteen, eles foram desviados por novos contratempos. Em 9 de novembro, o medo italiano foi percebido quando um motim, liderado por um dos chefes militares do sultão Ali Yusuf, Omar Samatar, recapturou El Buur. Logo a rebelião se expandiu para a população local. A região entrou em revolta quando El-Dheere também ficou sob o controle de Omar Samatar. As forças italianas tentaram recapturar El Buur, mas foram repelidas. Em 15 de novembro, os italianos se retiraram para Bud Bud e no caminho foram emboscados e sofreram pesadas baixas.
Enquanto uma terceira tentativa estava nos últimos estágios de preparação, o comandante da operação, tenente-coronel Splendorelli, foi emboscado entre Bud Bud e Buula Barde. Ele e alguns de seus funcionários foram mortos. Como consequência da morte do comandante das operações e do efeito de duas operações fracassadas destinadas a superar o motim de El Buur, o espírito das tropas italianas começou a diminuir. O governador levou a situação a sério e, para evitar mais falhas, solicitou dois batalhões da Eritreia para reforçar suas tropas, e assumiu a liderança das operações. Enquanto isso, a rebelião ganhava simpatia em todo o país, e até a Somália Ocidental.
O governo fascista foi surpreendido pelo revés em Hobyo. Toda a política de conquista estava desmoronando sob seu nariz. O episódio de El-Buur mudou drasticamente a estratégia da Itália, pois reviveu memórias do fiasco de Adwa, quando a Itália havia sido derrotada pela Abissínia. Além disso, no Ministério Colonial em Roma, altos funcionários desconfiavam da capacidade do governador de lidar com o assunto. Roma instruiu De Vecchi que ele receberia o reforço da Eritreia, mas que o comandante dos dois batalhões deveria assumir temporariamente o comando militar das operações e De Vecchi deveria ficar em Mogadíscio e limitar-se a outros assuntos coloniais. No caso de qualquer desenvolvimento militar, o comandante militar deveria se reportar diretamente ao Chefe do Estado-Maior em Roma.
Enquanto a situação permanecia desconcertante, De Vecchi transferiu o sultão deposto para Mogadíscio. A Itália fascista estava pronta para reconquistar o sultanato por qualquer meio. Para manobrar a situação dentro de Hobyo, eles até cogitaram a ideia de reintegrar Ali Yusuf. No entanto, a ideia foi abandonada depois que eles se tornaram pessimistas sobre os resultados.
Para minar a resistência, no entanto, e antes que o reforço eritreu pudesse chegar, De Vecchi começou a incutir desconfiança entre a população local, comprando a lealdade de alguns deles. Na verdade, essas táticas tiveram melhores resultados do que a campanha militar, e a resistência começou a se desgastar gradualmente. Dada a anarquia que se seguiria, a nova política foi um sucesso.
Na frente militar, as tropas italianas finalmente invadiram El Buur em 26 de dezembro de 1925, e as forças de Omar Samatar foram obrigadas a recuar para a Somalilândia Ocidental.
By neutralising Hobyo, the fascists could concentrate on the Majeerteen. In early October 1924, E. Coronaro, the new Alula commissioner, presented Boqor (king) Osman Mahamuud with an ultimatum to disarm and surrender. Meanwhile, Italian troops began to pour into the sultanate in anticipation of this operation. While landing at Haafuun and Alula, the sultanate's troops opened fire on them. Fierce fighting ensued and to avoid escalating the conflict and to press the fascist government to revoke their policy, Boqor Osman tried to open a dialogue. However, he failed, and again fighting broke out between the two parties. Following this disturbance, on 7 October, the Governor instructed Coronaro to order the Sultan to surrender; to intimidate the people he ordered the seizure of all merchant boats in the Alula area. At Hafun, Arimondi bombarded and destroyed all the boats in the area.
Em 13 de outubro, Coronaro se encontraria com Boqor Osman em Baargaal para pressionar por sua rendição. Já sitiado, Boqor Osman jogava pelo tempo. No entanto, em 23 de outubro, Boqor Osman enviou uma resposta furiosa ao governador desafiando sua ordem. Depois disso, um ataque em grande escala foi ordenado em novembro. Baargaal foi bombardeado e destruído. Esta região era etnicamente compacta, e estava fora do alcance da ação direta do governo fascista de Muqdisho. A tentativa dos colonizadores de suprimir a região irrompeu em confronto explosivo. Os italianos encontravam forte resistência em muitas frentes. Em dezembro de 1925, lideradas pelo carismático líder Hersi Boqor, filho de Boqor Osman, as forças do sultanato expulsaram os italianos de Hurdia e Hafun, duas cidades costeiras estratégicas. Outro contingente atacou e destruiu um centro de comunicações italiano no Cabo Guardafui, na ponta do Corno. Em retaliação, a Bernica e outros navios de guerra foram chamados para bombardear todas as principais cidades costeiras do Majeerteen. Após um confronto violento, as forças italianas capturaram Eyl (Eil), que até então permanecia nas mãos de Hersi Boqor. Em resposta à situação inflexível, a Itália pediu reforços de suas outras colônias, notadamente da Eritreia. Com sua chegada no final de 1926, os italianos começaram a se mudar para o interior, onde não tinham sido capazes de se aventurar desde a primeira tomada das cidades costeiras. Sua tentativa de capturar o Vale de Dharoor foi resistida e terminou em fracasso.
De Vecchi teve que reavaliar seus planos, pois estava sendo humilhado em muitas frentes. Depois de um ano exercendo força total, ele ainda não conseguiu obter um resultado sobre o sultanato. Apesar do fato de que a marinha italiana selou a principal entrada costeira do sultanato, eles não conseguiram impedi-los de receber armas e munições através dele. Foi apenas no início de 1927 quando eles finalmente conseguiram fechar a costa norte do sultanato, cortando assim os suprimentos de armas e munições para o Majeerteen. A essa altura, o equilíbrio havia se inclinado para o lado dos italianos, e em janeiro de 1927 eles começaram a atacar com uma força maciça, capturando Iskushuban, no coração do Majeerteen. Hersi Boqor atacou e desafiou sem sucesso os italianos em Iskushuban. Para desmoralizar a resistência, navios foram ordenados a atacar e bombardear as cidades e vilas costeiras do sultanato. No interior, as tropas italianas confiscaram gado. No final de 1927, os italianos assumiram o controle total do sultanato. Hersi Boqor e suas tropas recuaram para a Etiópia a fim de reconstruir suas forças, mas foram incapazes de retomar seus territórios, efetivamente encerrando a Campanha dos Sultanatos.

## "Somália Italiana" e Segunda Guerra Mundial
Em 9 de maio de 1936, Mussolini proclamou a criação do Império Italiano, chamando-o de África Orientale Italiana (A.O.I.) e formado pela Etiópia, Eritreia e Somalilândia Italiana (chamado oficialmente de "Somália italiana"). Os italianos acrescentaram à Somália o Ogaden (retirado da Etiópia conquistada).
Na década de 1930, os italianos fizeram muitos novos investimentos em infraestrutura na região, como a Strada Imperiale ("estrada imperial") entre Adis Abeba e Mogadíscio e a ferrovia Mogadíscio-Villabruzzi de 114 km.
Ao longo da existência da Somalilândia italiana, muitas tropas somalis lutaram no chamado Regio Corpo Truppe Coloniali. Os soldados foram inscritos não apenas como soldados regulares (como nas duas divisões somalis italianas (101 e 102)), mas também como Dubats, Zaptié e Bande irregolari. Durante a Segunda Guerra Mundial, essas tropas foram consideradas como uma ala da Divisão de Infantaria do Exército Italiano, como foi o caso na Líbia e na Eritreia. O Zaptié forneceu uma escolta cerimonial para o vice-rei italiano (governador), bem como para a polícia territorial. Já havia mais de mil soldados desse tipo em 1922.
Em 1941, na Somalilândia Italiana e na Etiópia, 2.186 Zaptié mais 500 recrutas adicionais em treinamento constituíram oficialmente uma parte dos Carabinieri. Eles foram organizados em um batalhão comandado pelo major Alfredo Serranti que defendeu Culqualber (Etiópia) por três meses até que esta unidade militar foi destruída pelos Aliados. Após intensos combates, as tropas somalis e os carabineiros italianos receberam honras militares completas dos britânicos. 
No primeiro semestre de 1940, havia 22.000 italianos vivendo na Somália e a colônia era uma das mais desenvolvidas da África Oriental em termos de padrão de vida dos colonos e dos somalis, principalmente nas áreas urbanas. Mais de 10.000 italianos viviam em Mogadíscio, a capital administrativa da África Orientale Italiana, e novos edifícios foram erguidos na tradição arquitetônica italiana.  Em 1940, o Villaggio Duca degli Abruzzi (agora Jowhar) tinha uma população de 12.000 pessoas, das quais quase 3.000 eram somalis italianos, e desfrutava de um notável nível de desenvolvimento com uma pequena área de fabricação com indústrias agrícolas (usinas de açúcar, etc.). 
No segundo semestre de 1940, tropas italianas invadiram a Somalilândia Britânica e expulsaram os britânicos. Os italianos também ocuparam partes do Protetorado Britânico da África Oriental que faz fronteira com Jubaland em torno das cidades de Moyale e Buna. 
Mussolini gabou-se diante de um grupo de líderes somalis - no final do verão de 1940 - de ter criado a "Grande Somália" (sonhada pela população somali) após a união da Somalilândia Britânica com sua Província da Somália.

## Independência
Os somalis recém-independentes amavam a política. Cada nômade tinha um rádio para ouvir discursos políticos e, embora notável para um país africano islâmico, as mulheres também foram participantes ativos. Existiam apenas murmúrios suaves dos setores mais conservadores da sociedade. Apesar deste início promissor, foram significativos os problemas subjacentes, principalmente a divisão econômica norte-sul e a questão de Ogaden. Além disso, a desconfiança por muito tempo guardada da Etiópia e a crença profundamente enraizada de que Ogaden era legitimamente parte da Somália, deveria ter sido devidamente tratado antes da independência. O norte e o sul falavam línguas diferentes (inglês contra italiano, respetivamente) e possuíam diferentes moedas.
A partir do início dos anos 1960, as tendências preocupantes começaram a emergir quando o norte começou a rejeitar referendos que tinha ganhado a maioria dos votos, com base em um favoritismo esmagador do sul. Isso veio à tona em 1961, quando as organizações paramilitares do norte revoltaram-se quando colocada sob o comando do sul. O segundo maior partido político do norte começou a defender abertamente a secessão. As tentativas de corrigir essas divisões com a formação de um partido pan-somali foram ineficazes; o partido oportunista tentava de unir as regiões em disputa para reuni-las contra o seu inimigo em comum a Etiópia e reconquistar a causa do Ogaden. Outras plataformas do partido nacionalista incluía a independência dos territórios arrendados do norte de Quênia pela colônia italiana apropriados pelo Quênia. Estas regiões foram em grande parte habitadas por somalis étnicos que tinham se acostumado ao domínio italiano, e estavam angustiados pelo regime diverso que enfrentavam no Quênia.

### Grande Somália
O povo somali no Chifre da África estão divididos entre os diferentes territórios que foram artificialmente e arbitrariamente particionados pelas antigas potências imperialistas. Além de a Somália propriamente dita, outras áreas historicamente e quase exclusivamente habitadas por somalis no Chifre da África se encontram atualmente administradas pelos países vizinhos, como a Região Somali na Etiópia e a Província do Nordeste (NFD) no Quênia.  O Pan-Somalismo foi e é uma ideologia que defende a unificação de todos os somalis étnicos sob uma bandeira e uma nação. Isto levou a uma série de incursões transfronteiriças por revoltosos somalis e a uma repressão violenta por tropas etíopes entre 1960 e 1964, quando eclodiu o conflito aberto entre a Etiópia e a Somália. Isso durou alguns meses até que um cessar-fogo foi assinado no mesmo ano. No rescaldo, a Etiópia e o Quênia assinaram um pacto de defesa mútua, para proteger seus territórios recém-adquiridos a partir dos separatistas da Somália.

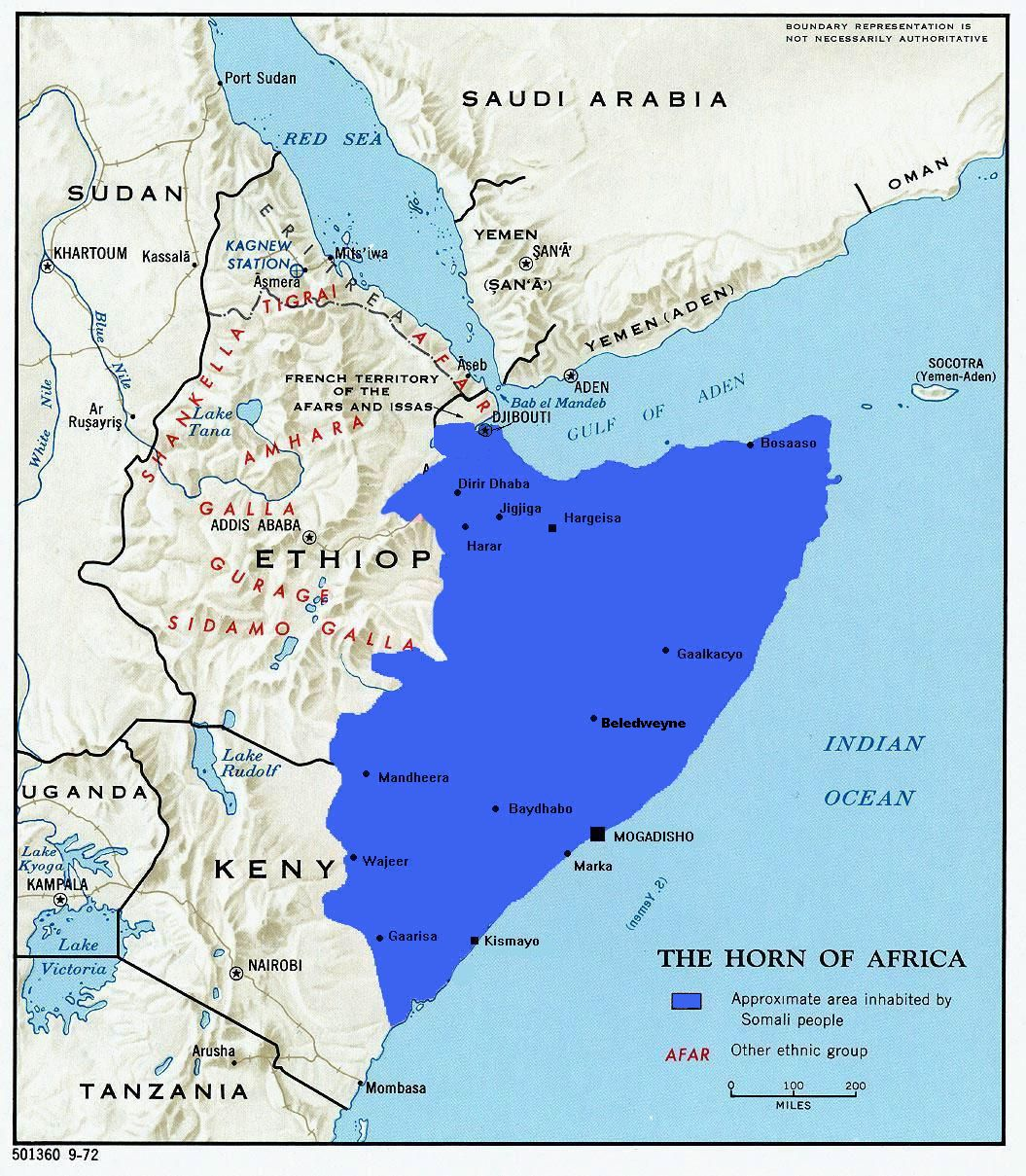
A Grande Somália, um projeto de unificação do povo somali em um único estado, ameaçava a integridade territorial da Etiópia e do Quênia.

Embora os somalis foram, até certo ponto, politicamente influenciados no período pós-guerra pelos ingleses e os italianos, os partidos socialistas rejeitaram toda a cobertura europeia, e preferiram uma associação com nações de mentalidade semelhante como a União Soviética e a República Popular da China. Em meados da década de 1960, os somalis haviam iniciado um relacionamento militar formal com a União Soviética em que os soviéticos forneceram material e treinamento para as forças armadas somalis em troca do uso das bases navais da Somália. Eles também tinham um programa de intercâmbio em que várias centenas de soldados de um país foram para o outro para treinar ou serem treinados. Como resultado de seu contato com os militares soviéticos, muitos oficiais da Somália ganharam uma visão de mundo nitidamente marxista. A China forneceu um grande financiamento industrial não militar para vários projetos. A Itália, por sua vez, continuou a apoiar os seus cidadãos expatriados no Corno de África. A relação entre o governo "comunizante" somali e o governo italiano também se manteve cordial. Os somalis, no entanto, foram se tornando cada vez mais hostis com os Estados Unidos, que tinham enviado substancial ajuda militar para o seu vizinho hostil, a Etiópia, e graças a doutrinação antiocidental incessante nas mãos de seus novos amigos russos.
Ao final dos anos 1960, a democracia somali que havia se desencadeado para tal, e havia iniciado com entusiasmo apenas dez anos antes, estava começando a desmoronar. Na eleição de 1967, devido a uma complicada teia de lealdades de clãs, o vencedor não foi devidamente reconhecido e, em vez disso o voto secreto foi tirado pelos novos congressistas nacionais (senadores) já eleitos. A questão central foi se a eleição deveria ou não empregar a força militar para realizar o sonho de longa data do pan-somalismo, o que significaria a guerra com a Etiópia e o Quênia e, possivelmente, o Djibuti. Em 1968, quando parecia haver um breve intervalo dos acontecimentos ameaçadores, um tratado de telecomunicações e de comércio foi elaborado com a Etiópia, que era muito lucrativo para ambos os países, e especialmente para os residentes na fronteira que viviam em um estado de emergência de facto desde que o cessar-fogo de 1964.
O ano de 1969 foi um ano tumultuado para a política da Somália, com deserções partidárias, e ainda mais conluios, traições e colaborações que o normal. Em uma virada importante, o SYL e seus vários partidos de apoio intimamente ligados, que anteriormente detinham o monopólio de 120 das 123 cadeiras na Assembleia, viu seu poder reduzido para apenas 46 assentos. Isto resultou em iradas acusações de fraude eleitoral a partir dos deslocados do SYL, e seus membros remanescentes ainda tinham o poder para fazer algo sobre isso. Particularmente inquietante era que os militares foram um forte apoiante do SYL, uma vez que o partido sempre foi favorável em invadir a Etiópia e o Quênia, dando às forças armadas uma razão de existir.

## República Democrática da Somália

### Golpe de Estado de 1969
O palco estava montado para um golpe de Estado, mas o evento que precipitou o golpe foi não planejado. Em 15 de outubro de 1969, um guarda-costas matou o presidente Abdirashid Ali Shermarke enquanto primeiro-ministro Ibrahim Egal estava fora do país. (O assassino, um membro de uma linhagem afirmou ter sido mal tratado pelo presidente, foi posteriormente julgado e executado pelo governo revolucionário). Igaal voltou a Mogadíscio para organizar a seleção de um novo presidente da Assembleia Nacional. Sua escolha foi, como Shermarke, um membro do clã-família Darood (Igaal era um Isaaq). Os críticos do governo, especialmente um grupo de oficiais do exército, não via nenhuma esperança em melhorarias na situação do país por este meio. Os críticos também viam o processo como extremamente corrupto com votações para a presidência sendo ativamente compradas, a maior oferta sendo 55000 xelins somalis (aproximadamente 8000 dólares) por voto em Hagi Musa Bogor. Em 21 de outubro de 1969, quando se tornou evidente que a assembleia iria apoiar a escolha de Igaal, unidades do exército, com a cooperação da polícia, assumiram pontos estratégicos de Mogadíscio e contornando funcionários do governo e outras proeminentes figuras políticas.
Apesar de não ser considerado como o autor do golpe militar, o comandante do exército major general Salaad Gabeyre Kediye e Mahammad Siad Barre assumiram a liderança dos oficiais que depuseram o governo civil. O novo órgão de governo, o Conselho Supremo  Revolucionário liderado por Salad Gabeire, instalou Siad Barre como seu presidente. O CSR tomou o palácio presidencial prendendo membros do regime democrático, incluindo Igaal. O CSR proibiu os partidos políticos, aboliu a Assembleia Nacional, e suspendeu a constituição. Os objetivos do novo regime incluíam o fim ao "tribalismo, nepotismo, corrupção e desgoverno". Os tratados vigentes deveriam ser honrados, mas os movimentos de libertação nacional e a unificação da Somália deveriam ser apoiados. O país foi renomeado República Democrática da Somália.

### Ascensão ao poder e primeiras medidas

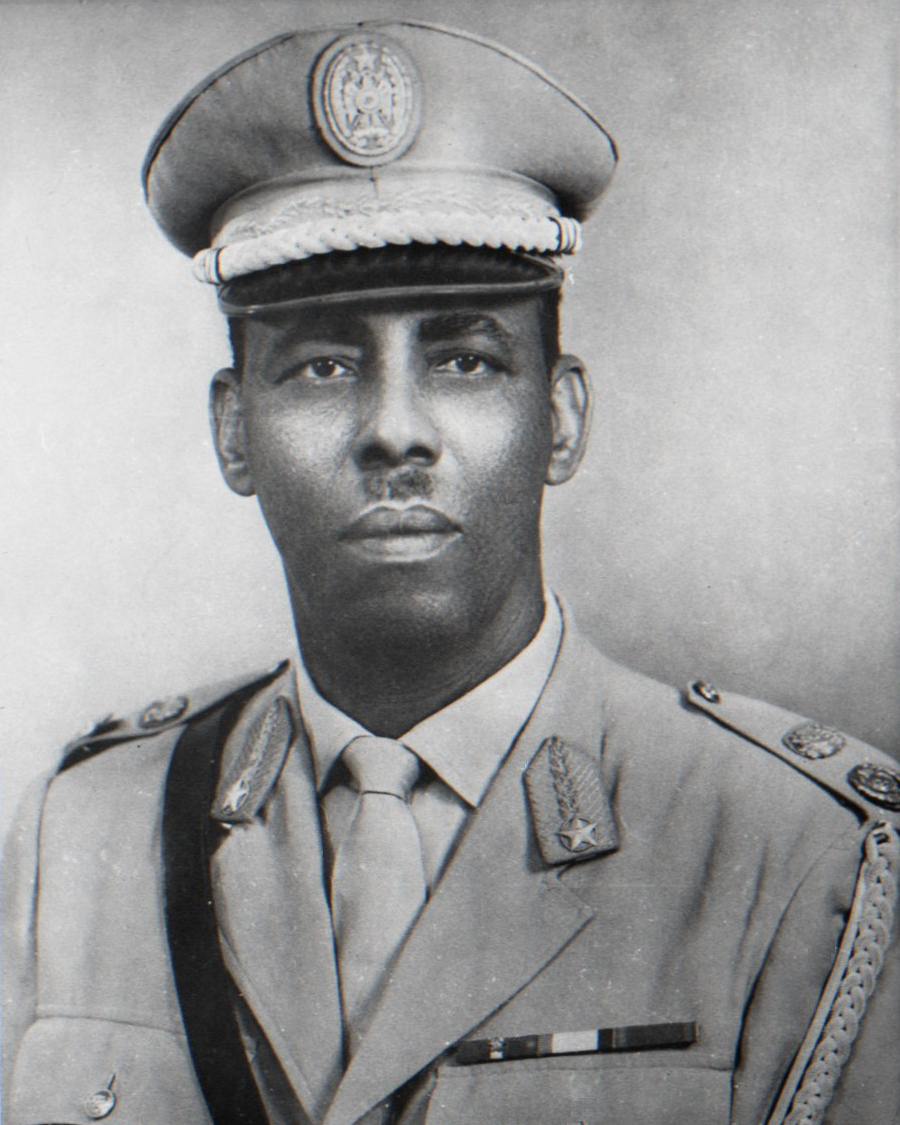
Siad Barre

Mohammed Siad Barre transforma o país durante mais de duas décadas numa ditadura "islâmico-socialista", tentando um "socialismo científico" para introduzir e repelir a influência tradicional dos clãs; seu governo tendencialmente centralizador e de partido único, sob o Partido Socialista Revolucionário Somali, teve forte apoio da União Soviética. A ênfase na reunificação do povo
somali levou o regime a tirar grandes benefícios deste auxílio, nomeadamente em termos militares, já que os potenciais inimigos (Etiópia, Quénia e França) eram na altura, e em um contexto alargado da Guerra Fria, aliados estreitos dos Estados Unidos.
As medidas do governo Barre para promover a educação na Somália foram inicialmente populares. Em 1972, uma padronização e transcrição da língua somali foi desenvolvida a fim de fortalecê-la como uma língua nacional. Assim, o país seguiu um caminho especial contra a maioria dos estados africanos, que conservaram as línguas oficiais introduzidas pelas potências coloniais. Entre 1974 e 1975 uma seca levou à fome e as grandes perdas de gado no nordeste do país. Em 1976, o poder foi oficialmente cedido pelo governo militar ao Partido Revolucionário Socialista da Somália, mas na verdade permaneceu em Siad Barre e seus seguidores.
Por outro lado, as relações com os países da região deterioraram-se progressivamente, em virtude de um apoio à revolta das comunidades de etnia somali existentes nos países vizinhos, nomeadamente do movimento nacionalista no Djibuti e da Frente de Libertação da Somália Ocidental (WSLF) na região etíope de Ogaden.

### Guerra de Ogaden

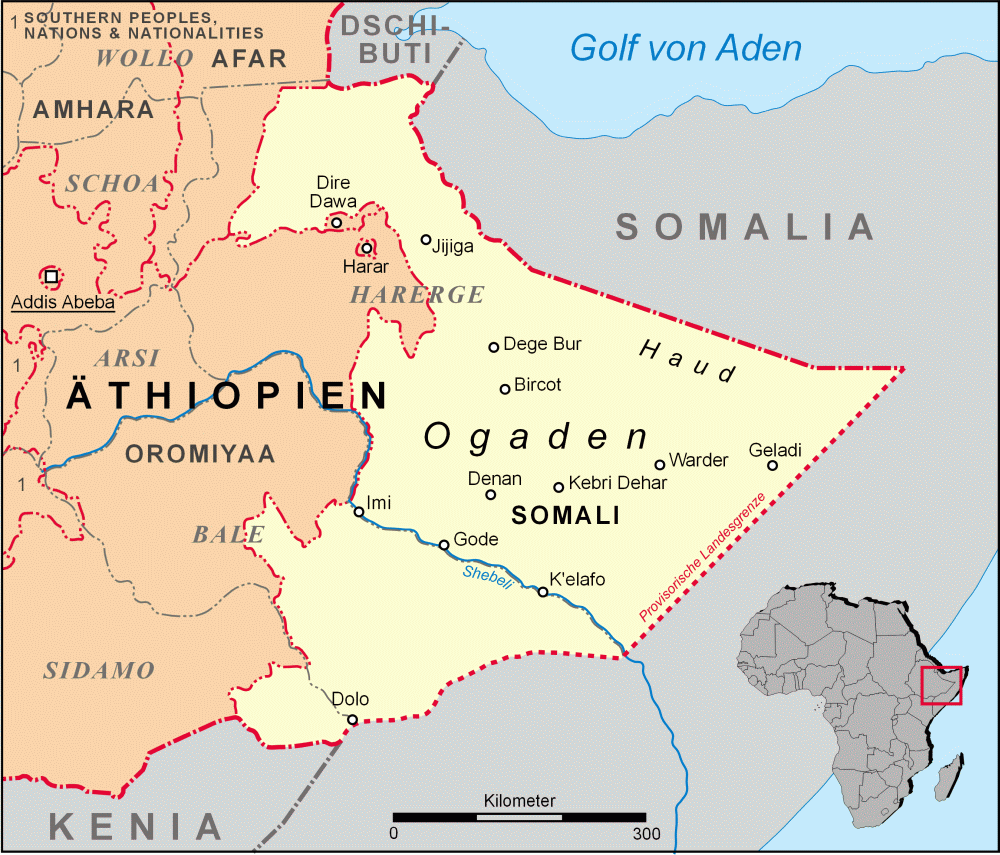
Ogaden, território da Etiópia desde 1894 é reivindicado pela Somália.

Em 1977, o presidente somali, Siad Barre, foi capaz de reunir 35 mil regulares e 15.000 combatentes da Frente de Libertação da Somália Ocidental. Suas forças começaram a se infiltrar em Ogaden de maio a junho de 1977, e a guerra aberta começou em julho. Por setembro de 1977, Mogadíscio controlava todo o Ogaden e havia conseguido o recuo das forças etíopes nas regiões não-somalis de Harerge, Bale, e Sidamo.
Depois de assistir aos eventos da Etiópia em 1975-1976, a União Soviética concluiu que a revolução levaria ao estabelecimento de um Estado marxista-leninista autêntico e que, para fins geopolíticos, seria sábio a transferência dos interesses soviéticos para a Etiópia. Para este fim, Moscou prometeu secretamente o auxílio militar ao Derg na condição de renunciar à aliança com os Estados Unidos. Mengistu Haile Mariam, acreditando que a história revolucionária da União Soviética de reconstrução nacional estava em sintonia com os objetivos políticos da Etiópia, fechou a missão militar dos EUA e o centro de comunicações em abril de 1977. Em setembro, Moscou suspendeu toda a ajuda militar à Somália, e começou a entregar armas abertamente ao seu novo aliado, e transferiu conselheiros militares da Somália para a Etiópia. Essa reviravolta soviética também ganhou importante apoio da Coreia do Norte, que treinou uma milícia popular, e de Cuba e da República Democrática do Iémen à Etiópia, que forneceram desde infantaria, pilotos, e unidades blindadas. A Somália renunciou ao Tratado de Amizade e Cooperação com a União Soviética e expulsou todos os conselheiros soviéticos, rompeu relações diplomáticas com Cuba, e expulsou todo o pessoal soviético da Somália
Em março de 1978, a Etiópia e os seus aliados recuperaram o controle sobre o Ogaden. Siad Barre se mostrou incapaz de devolver o Ogaden ao domínio da Somália, e o povo aumentou sua impaciência; no norte da Somália, rebeldes destruíram centros administrativos e tomaram grandes cidades. A Etiópia e a Somália foram incapazes de superar as secas e fome que afligiram o Chifre da África na década de 1980. Em 1988, Siad e Mengistu concordaram em retirar suas tropas do confronto no Ogaden.

### Somália entre 1980-1990: Repressão e Instabilidade
As consequências da Guerra de Ogaden foram milhares de mortes, alto custo para a Somália e o influxo de mais de 650.000 refugiados   do território etíope. Esta derrota militar teve consequências desastrosas para o regime de Siad Barre, na medida em que a dependência relativamente ao exército (abalado moral e fisicamente) e à ideologia de uma "unidade somali" (também simbolicamente derrotada) originou uma profunda crise política, militar e ideológica, agravada economicamente pela falta de apoio externo.
A partir de 1980, a Somália permitiu aos EUA para usar seus aeródromos e instalações portuárias (incluindo Berbera, no norte do país), em troca, o governo recebeu dos EUA e outros países ocidentais um amplo apoio militar e ajuda ao desenvolvimento. Durante este tempo, a Somália, como outros países em desenvolvimento estava em dívida desde 1970, e o socialismo seguiu uma política econômica de acordo com orientações do Fundo Monetário Internacional. A corrupção e o nepotismo eram muito fortes, enquanto a economia pela guerra, continuou altos gastos militares, seca e fracassadas políticas econômicas.
A ausência de uma base sociocultural de apoio ao regime levou Barre a trocar a opção falhada de promoção da unidade por um aproveitamento das divisões entre clãs para consolidar o seu poder. Esta estratégia foi despoletada por uma ameaça aparentemente de base clânica, ocorrida em 1978, quando um grupo do clã Majerteen tentou organizar um golpe de Estado, violentamente reprimido pelo exército. Todo o clã foi responsabilizado pelo ato e o noroeste do país tornou-se numa área de instabilidade, tendo muitos dos seus membros fugido para território etíope, de onde passaram a conduzir ações de guerrilha apoiadas pelo regime da Etiópia e pelos seus aliados comunistas. Um dos participantes da tentativa de golpe, Abdullahi Yusuf Ahmed, que havia fugido para a Etiópia em 1982, liderou uma ofensiva Frente de Salvação Democrática Somali (FSDS) nas regiões fronteiriças de Mudug, Galguduud e Hiiraan. Os EUA apoiam o exército somali, em seguida, com oferta considerável de armas para repelir a suposta invasão etíope.
O regime de Barre favoreceu especialmente a população do sul do país, nomeadamente os Darod do qual o próprio Presidente fazia parte , excluindo não só o clã Majerteen como todos os outros grandes clãs, nomeadamente os Hawiye e os Isaaq do norte, que constituíam 80 por cento da população da antiga Somália Britânica.
Os Isaaq fundaram no exílio em 1981, o Movimento Nacional Somali (MNS), que foi desdobrou uma atividade crescente da guerrilha no norte da Somália. Como resultado, o governo somali melhora as relações com a Etiópia (que estava combatendo o movimento para a independência eritreia) e Barre foi forçado a deixar as suas bases militares . A paz entre Addis Abeba e Mogadiscio implicou no compromisso de acabar com os apoios mútuos aos respetivos movimentos de oposição, o que originou imediatamente uma ofensiva desesperada do MNS contra as principais cidades do norte da Somália; a grande ofensiva, que começou em 1988, e trouxe grandes áreas sob seu controle no norte do país. O governo respondeu com a retaliação extensa contra os Isaaq, que culminou com o bombardeio das cidades de Burao e Hargeisa. Centenas de milhares de somalis fugiram para o norte da Etiópia, onde Hart Sheik foi temporariamente o maior campo de refugiados no mundo.
A FSDS, que também teve que deixar a Etiópia, assumiu o controle do nordeste da Somália, onde, desde então, continuou a ser o poder dominante.
Confrontado com o encolhimento de sua popularidade e uma resistência armada e organizada doméstica, Siad Barre desencadeou um reinado de terror contra os Majeerteen, os Hawiye, e os Isaaq, realizado pelos Boinas Vermelho (Duub Cas), uma unidade especial recrutada pelo presidente. Assim, no início de 1986, o aperto de Siad Barre no poder parecia seguro, apesar da série de problemas enfrentados pelo regime. O presidente recebeu um duro golpe de uma fonte inesperada, no entanto. Na noite de 23 de maio, ele foi gravemente ferido em um acidente automobilístico. Surpreendentemente, embora na época sofresse de diabetes crônica, Siad Barre recuperou o suficiente para retomar as rédeas do governo, após a recuperação de um mês. Mas o acidente desencadeou uma luta pelo poder entre comandantes do exército, os elementos do clã do presidente marehan, e fações relacionadas, cujos confrontos praticamente levaram o país a um impasse.
No mesmo mês, o PSRS realizou seu terceiro congresso. O Comitê Central foi remodelado e o presidente foi nomeado como o único candidato para mais um mandato de sete anos. Assim, com uma oposição fraca dividido em linhas de clã, que foi habilmente explorado, Siad Barre parecia invulnerável em 1988. O regime poderia ter permanecido indefinidamente, mas pela insatisfação por ataques gerados pela política de genocídio realizado contra linhagens importantes de grupos de parentesco somali. Essas ações foram empreendidas em primeiro lugar contra o clã Majeerteen (do clã-família Darod), depois contra os clãs Isaaq do norte, e, finalmente, contra os Hawiye, que ocuparam a área estratégica central do país, que incluía a capital. O desinteresse dos Hawiye e sua posterior resistência organizada armada eventualmente causou a queda do regime.
Os Hawiye no exílio fundaram o grupo de oposição Congresso Somali Unido (USC), liderado pelo embaixador somali na Índia, o General Mohammed Farah Aidid, que em 1989 liderou uma rebelião. Na capital, Mogadíscio, houve protestos e motins, que responderam ao aparato estatal, com massacres de civis e manifestantes e sentenças de morte arbitrárias contra os dissidentes. Para garantir seu poder, Siad Barre tomou táticas de dividir para reinar por clãs, especialmente os Hawiye contra os Darod. Por causa de violações dos direitos humanos, e porque após o fim da Guerra Fria, perdeu sua importância como um aliado, os Estados Unidos se distanciaram de Barre. Sem apoio dos EUA, isso se tornou ainda pior sob a pressão de vários movimentos rebeldes.
Em resultado da proliferação de movimentos de oposição a Siad Barre, no final de 1990 o governo controlava apenas de 10 a 15 por cento do território, estando o restante entregue às diversas guerrilhas: o MNS no noroeste, a FSDS no nordeste, o CSU no centro e o Movimento Patriótico da Somália no sul. Em Janeiro de 1991, várias unidades dos diferentes movimentos convergiram para a capital, derrubando o regime de Siad Barre, que eventualmente, fugiu da Somália.

## Guerra Civil Somali

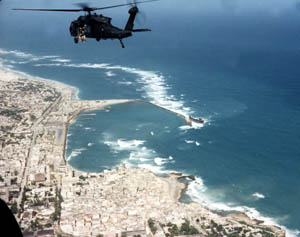
Helicóptero americano sobrevoando Mogadíscio em 3 de outubro de 1993 durante a Batalha de Mogadíscio.

Com a piora das condições na Somália, os rebeldes do Congresso Somali Unido, liderado por Mohamed Farrah Aidid atacaram Mogadíscio e em 26 de janeiro de 1991, o governo Barre foi derrubado.
Em maio de 1991, a região norte ocidental da Somália, a Somalilândia, declarou sua independência. Esta zona dominada pelos Isaaq não é reconhecida por qualquer grande organização internacional ou país, embora tenha permanecido mais estável e certamente mais pacífica do que o resto da Somália, a vizinha de Puntland, não obstante.
A Resolução 794 do Conselho de Segurança das Nações Unidas foi aprovada por unanimidade em 3 de dezembro de 1992, que criou uma coalizão de forças de paz das Nações Unidas lideradas pelos Estados Unidos para formar UNITAF encarregada de assegurar a ajuda humanitária a ser distribuída e o estabelecimento da paz na Somália até que os esforços humanitários fosssem transferidos para a ONU. As tropas humanitárias das Nações Unidas desembarcaram em 1993 e iniciaram um esforço de dois anos (principalmente no sul), conhecida como UNOSOM II, para aliviar as condições de fome.
Os críticos da participação dos Estados Unidos indicaram que “imediatamente antes que o presidente pró-EUA, Mohamed Siad Barre ser derrubado em 1991, quase dois terços do território do país tinham sido concedidos como concessões de petróleo ao Conoco, Amoco, Chevron e Phillips. Conoco emprestou mesmo seu composto incorporado de Mogadíscio à embaixada dos EUA alguns dias antes dos fuzileiros navais aterrados, com o primeiro enviado especial de administração de Bush que usa o como suas matrizes provisórias.".
Muitos somalis se opuseram à presença estrangeira. Em outubro, vários tiroteios entre homens armados em locais de Mogadíscio e forças de paz resultaram na morte de 24 paquistaneses e 19 soldados dos EUA (o total de óbitos dos EUA foram 31). A maioria dos norte-americanos foram mortos na Batalha de Mogadíscio. O incidente mais tarde se tornou a base para o livro e o filme Black Hawk Down ( Falcão Negro em Perigo no Brasil). A ONU retirou-se em 3 de março de 1995, tendo sofrido as baixas mais significativas. A ordem na Somália ainda não foi restaurada.
Contudo, mais uma vez outra secessão na Somália ocorreu na região do nordeste. O estado auto-proclamado com o nome de Puntlândia após ter declarado a independência “provisória” em 1998, com a intenção de que iria participar em nenhuma reconciliação na Somália para formar um novo governo central.
Uma terceira secessão ocorreu em 1998 com a declaração do estado de Jubalândia. O território de Jubalândia é abrangido atualmente pelo estado da Somália do Sudoeste e seu status não é claro.
Uma quarta entidade autoproclamada conduzida pelo Exército de Resistência Rahanweyn – ERR (Rahanweyn Resistance Army-RRA) foi criada 1999, ao longo das linhas da Puntlândia. Esse secessão “provisória” foi reafirmada em 2002. Isto conduziu à autonomia de Somália do Sudoeste. O ERR era originalmente uma administração autônoma sobre as regiões do Bay e Bakool, regiões do sul e centro da Somália em 1999.

## Descentralização
Após a eclosão da guerra civil e o consequente colapso do governo central, os moradores da Somália voltaram às formas locais de resolução de conflitos, seja secular, tradicional ou islâmica, com uma previsão de recurso de todas as sentenças. A estrutura jurídica na Somália é, portanto, dividida em três linhas: direito civil, direito religioso e direito consuetudinário. 

### Direito civil[editar | editar código-fonte]
Embora o sistema judicial formal da Somália tenha sido amplamente destruído após a queda do regime de Siad Barre, mais tarde foi gradualmente reconstruído e administrado sob diferentes governos regionais, como as macrorregiões autônomas de Puntland e Somalilândia. No caso do posterior Governo Federal de Transição, uma nova estrutura judicial provisória foi formada através de várias conferências internacionais.
Apesar de algumas diferenças políticas significativas entre eles, todas essas administrações compartilham estruturas jurídicas semelhantes, muitas das quais são baseadas nos sistemas judiciais de administrações somalis anteriores. Essas semelhanças no direito civil incluem:
1. uma carta que afirma a primazia da shari'a muçulmana ou lei religiosa, embora na prática a shari'a seja aplicada principalmente a questões como casamento, divórcio, herança e questões civis. A Carta garante o respeito às normas universais de direitos humanos a todos os sujeitos de direito. Assegura igualmente a independência do poder judicial, que, por sua vez, é protegido por um comité judicial;
2. um sistema judicial de três níveis, incluindo um Supremo Tribunal, um Tribunal de Recurso e tribunais de primeira instância (divididos entre tribunais distritais e regionais, ou um único tribunal por região); e
3. as leis do governo civil que estavam em vigor antes do golpe de Estado militar que levou o regime de Barre ao poder permanecem em vigor até que as leis sejam alteradas.

### Shari'a[editar | editar código-fonte]
A shari'a islâmica tem tradicionalmente desempenhado um papel significativo na sociedade somali. Em teoria, serviu de base para toda a legislação nacional em todas as constituições somalis. Na prática, porém, só se aplicava a casos civis comuns, como casamento, divórcio, herança e questões familiares. Isso mudou após o início da guerra civil, quando uma série de novos tribunais shari'a começaram a surgir em muitas cidades e vilas diferentes em todo o país. Esses novos tribunais shari'a têm três funções; ou seja, proferir decisões em casos criminais e civis, organizar uma milícia capaz de prender criminosos e manter presos condenados encarcerados. 
Os tribunais shari'a, embora estruturados em linhas simples, apresentam uma hierarquia convencional de um presidente, vice-presidente e quatro juízes. Uma força policial que se reporta ao tribunal faz cumprir as decisões dos juízes, mas também ajuda a resolver disputas comunitárias e prender suspeitos de crimes. Além disso, os tribunais administram centros de detenção onde os criminosos são mantidos. A um comité de finanças independente é também atribuída a tarefa de recolher e gerir as receitas fiscais cobradas aos comerciantes regionais pelas autoridades locais. 

### Xeer
Os somalis praticam há séculos uma forma de direito consuetudinário, chamada Xeer. É um sistema jurídico policêntrico onde não há instituição ou agente monopolista que determine o que a lei deve ser ou como deve ser interpretada.
Supõe-se que o sistema jurídico de Xeer tenha se desenvolvido exclusivamente no Chifre da África desde aproximadamente o século 7. Não há evidências de que ela tenha se desenvolvido em outros lugares ou tenha sido muito influenciada por qualquer sistema jurídico estrangeiro. Sua terminologia jurídica é praticamente desprovida de palavras emprestadas de línguas estrangeiras, sugerindo que é verdadeiramente indígena. 
O sistema jurídico de Xeer também exige uma certa especialização de diferentes funções dentro do quadro jurídico. Assim, pode-se encontrar odayaal (juízes), xeerbogeyaal (juristas), guurtiyaal (detetives), garxajiyaal (advogados), markhaatiyal (testemunhas) e waranle (policiais) para fazer cumprir a lei. 
Xeer é definido por alguns princípios fundamentais que são imutáveis e que se aproximam do princípio do jus cogens no direito internacional. Esses preceitos incluem: 
- a. pagamento de dinheiro de sangue (localmente referido como diya) por difamação, roubo, dano físico, estupro e morte, bem como prestação de assistência a parentes;
- b. assegurar boas relações inter-clãs, tratando as mulheres com justiça, negociando com "emissários da paz" de boa fé e poupando a vida de grupos socialmente protegidos "Birr Magaydo" (por exemplo, crianças, mulheres, piedosos, poetas, mensageiros, xeques e convidados);
- c. obrigações familiares, como o pagamento de dote, e sanções por fuga;
- d. regras relativas à gestão de recursos, como o uso de pastagens, água e outros recursos naturais;
- e. prestar apoio financeiro às parentes casadas e recém-casadas;
- f. doar gado e outros bens aos pobres.

## História recente

### Governo Nacional de Transição
Em 2000, Abdiqasim Salad Hassan foi escolhido como presidente do novo Governo Nacional de Transição (TNG) do país, uma administração interina formada para guiar a Somália ao seu terceiro governo republicano permanente.
Em 10 de outubro de 2004, em uma sessão realizada pelo Parlamento Federal de Transição (TFP), Abdullahi Yusuf Ahmed foi eleito como presidente do sucessor Governo Federal de Transição (TFG), um órgão administrativo federal interino que ele havia ajudado a estabelecer no início do ano.  Ele recebeu 189 votos do Parlamento TFG, enquanto o candidato mais próximo, o ex-embaixador somali em Washington Abdullahi Ahmed Addou, obteve 79 votos no terceiro turno de votação. O então presidente em exercício da Somália, Abdiqasim Salad Hassan, retirou pacificamente sua candidatura. [ Ahmed foi empossado alguns dias depois, em 14 de outubro de 2004. 

### Instituições Federais de Transição
Artigos principais: Instituições Federais de Transição, Governo Federal de Transição e Parlamento Federal de Transição
O Governo Federal de Transição (TFG) foi o governo internacionalmente reconhecido da Somália até 20 de agosto de 2012, quando seu mandato terminou oficialmente.  Foi estabelecida como uma das Instituições Federais de Transição (IFT) do governo, conforme definido na Carta Federal de Transição (TFC) adotada em novembro de 2004 pelo Parlamento Federal de Transição (TFP).
O Governo Federal de Transição compunha oficialmente o Poder Executivo, com a TFP servindo como Poder Legislativo. O governo era chefiado pelo presidente da Somália, a quem o gabinete se reportava por meio do primeiro-ministro. No entanto, também foi usado como um termo geral para se referir a todos os três ramos coletivamente.

### União dos Tribunais Islâmicos e intervenção etíope
Veja também: Batalha de Mogadíscio (2006), Ascensão da União dos Tribunais Islâmicos (2006) e Guerra da Somália (2006-2009)
Em 2006, a União dos Tribunais Islâmicos (ICU), uma organização islâmica, assumiu o controle de grande parte da parte sul do país e prontamente impôs a lei Sharia. O Governo Federal de Transição procurou restabelecer sua autoridade e, com a ajuda de tropas etíopes, forças de paz da União Africana e apoio aéreo dos Estados Unidos, conseguiu expulsar a UTI rival e solidificar seu domínio. 
Em 8 de janeiro de 2007, quando a Batalha de Ras Kamboni se acirrou, o presidente e fundador da TFG, Abdullahi Yusuf Ahmed, um ex-coronel do Exército somali e herói de guerra condecorado, entrou em Mogadíscio pela primeira vez desde que foi eleito para o cargo. O governo então se mudou para Villa Somália, na capital, de sua localização provisória em Baidoa. Esta foi a primeira vez desde a queda do regime de Siad Barre, em 1991, que o governo federal controlou a maior parte do país. 
Após esta derrota, a União dos Tribunais Islâmicos dividiu-se em várias facções diferentes. Alguns dos elementos mais radicais, incluindo o Al-Shabaab, reagruparam-se para continuar a sua insurgência contra o TFG e opor-se à presença dos militares etíopes na Somália. Ao longo de 2007 e 2008, o Al-Shabaab obteve vitórias militares, tomando o controle de cidades-chave e portos no centro e sul da Somália. No final de 2008, o grupo havia capturado Baidoa, mas não Mogadíscio. Em janeiro de 2009, o Al-Shabaab e outras milícias conseguiram forçar as tropas etíopes a recuar, deixando para trás uma força de manutenção da paz da União Africana subequipada para ajudar as tropas do Governo Federal de Transição. 
Devido à falta de financiamento e de recursos humanos, a um embargo de armas que dificultou o restabelecimento de uma força de segurança nacional e à indiferença geral por parte da comunidade internacional, o Presidente Yusuf viu-se obrigado a enviar milhares de soldados de Puntland para Mogadíscio para sustentar a batalha contra os elementos insurgentes na parte sul do país. O apoio financeiro para este esforço foi prestado pelo governo da região autónoma. Isso deixou pouca receita para as próprias forças de segurança e funcionários do serviço público de Puntland, deixando o território vulnerável à pirataria e ataques terroristas. [
Em 29 de dezembro de 2008, Abdullahi Yusuf Ahmed anunciou perante um parlamento unido em Baidoa sua renúncia como presidente da Somália. Em seu discurso, que foi transmitido pela rádio nacional, Yusuf lamentou não ter conseguido encerrar o conflito de dezessete anos do país, como seu governo havia mandado  Ele também culpou a comunidade internacional por seu fracasso em apoiar o governo, e disse que o presidente do parlamento o sucederia no cargo de acordo com a Carta do Governo Federal de Transição. 

### Governo de coalizão
Entre 31 de maio e 9 de junho de 2008, representantes do governo federal da Somália e do grupo moderado de rebeldes islâmicos Aliança para a Relibertação da Somália (ARS) participaram de negociações de paz no Djibuti mediadas pelo ex-enviado especial das Nações Unidas à Somália, Ahmedou Ould-Abdallah. A conferência terminou com um acordo assinado pedindo a retirada das tropas etíopes em troca da cessação do confronto armado. O Parlamento foi posteriormente ampliado para 550 assentos para acomodar os membros da ARS, que então elegeu o xeque Sharif Sheikh Ahmed, ex-presidente da ARS, para o cargo. O presidente Sharif nomeou pouco depois Omar Abdirashid Ali Sharmarke, filho do ex-presidente assassinado Abdirashid Ali Sharmarke, como novo primeiro-ministro do país. 
Com a ajuda de uma pequena equipe de tropas da União Africana, o governo de coalizão também iniciou uma contraofensiva em fevereiro de 2009 para assumir o controle total da metade sul do país. Para solidificar seu governo, o TFG formou uma aliança com a União dos Tribunais Islâmicos, outros membros da Aliança para a Relibertação da Somália e Ahlu Sunna Waljama'a, uma milícia sufista moderada.  Além disso, o Al-Shabaab e o Hizbul Islam, os dois principais grupos islâmicos na oposição, começaram a lutar entre si em meados de 2009. 
Como trégua, em março de 2009, o governo de coalizão da Somália anunciou que iria reimplementar a Sharia como o sistema judicial oficial do país.  No entanto, o conflito continuou nas partes sul e central do país. Em poucos meses, o governo de coalizão passou de deter cerca de 70% das zonas de conflito do centro-sul da Somália, território que herdara da administração anterior de Yusuf, para perder o controle de mais de 80% do território disputado para os insurgentes islâmicos. 
Em 14 de outubro de 2010, o diplomata Mohamed Abdullahi Mohamed (Farmajo) foi nomeado o novo primeiro-ministro da Somália. O ex-primeiro-ministro Omar Abdirashid Ali Sharmarke renunciou no mês anterior após uma longa disputa com o presidente Sharif sobre um projeto de Constituição proposto. 
De acordo com a Carta do Governo Federal de Transição (TFG),[143] o Primeiro-Ministro Mohamed nomeou um novo Gabinete em 12 de novembro de 2010, que foi elogiado pela comunidade internacional. [ Como era esperado, os cargos ministeriais atribuídos foram significativamente reduzidos em número, com apenas 18 cargos administrativos revelados contra as 39 pastas inchadas do governo anterior. [ Apenas dois ministros do gabinete anterior foram reconduzidos: Hussein Abdi Halane, o ex-ministro das Finanças e uma figura bem conceituada na comunidade internacional, foi encarregado de um Ministério das Finanças e do Tesouro consolidado; e o Dr. Mohamud Abdi Ibrahim foi transferido para o Ministério do Comércio e Indústria.  Ahlu Sunna Waljama'a, um grupo sufista moderado e um importante aliado militar do TFG, também recebeu os principais ministérios do Interior e do Trabalho. [ Os cargos ministeriais restantes foram em grande parte atribuídos a tecnocratas novos na arena política somali. 
Em seus primeiros 50 dias no cargo, a nova administração do primeiro-ministro Mohamed completou seu primeiro pagamento mensal de estipêndios aos soldados do governo e iniciou a implementação de um registro biométrico completo para as forças de segurança em uma janela de quatro meses. Membros adicionais da Comissão Constitucional Independente também foram nomeados para envolver advogados constitucionais somalis, estudiosos religiosos e especialistas em cultura somali sobre a próxima nova constituição do país, uma parte fundamental das Tarefas Federais de Transição do governo. Além disso, delegações federais de alto nível foram enviadas para desanuviar as tensões relacionadas ao clã em várias regiões. De acordo com o primeiro-ministro da Somália, para melhorar a transparência, os ministros do gabinete divulgaram totalmente seus bens e assinaram um código de ética. 
Também foi criada uma Comissão Anticorrupção com poderes para realizar investigações formais e revisar decisões e protocolos governamentais, a fim de acompanhar mais de perto todas as atividades dos agentes públicos. Além disso, viagens desnecessárias ao exterior de membros do governo foram proibidas, e todas as viagens de ministros agora exigem o consentimento do premiê. [ Um orçamento delineando as despesas federais de 2011 também foi apresentado e aprovado pelos parlamentares, com o pagamento dos funcionários públicos priorizado. Além disso, uma auditoria completa de bens e veículos do governo está sendo implementada. Na frente de guerra, o novo governo e seus aliados da AMISOM também conseguiram garantir o controle de 60% de Mogadíscio, onde vive atualmente 80% da população da capital. De acordo com a União Africana e o primeiro-ministro Mohamed, com o aumento da força das tropas, o ritmo de ganhos territoriais deve acelerar muito. [
Em 19 de junho de 2011, Mohamed Abdullahi Mohamed renunciou ao cargo de primeiro-ministro da Somália. Parte das condições do polêmico Acordo de Kampala, o acordo também veria os mandatos do presidente, do presidente do Parlamento e dos deputados estendidos até agosto de 2012, após o qual novas eleições serão organizadas.  Abdiweli Mohamed Ali, ex-ministro do Planejamento e Cooperação Internacional de Mohamed, foi mais tarde nomeado primeiro-ministro permanente. 

### Governo Federal
Como parte do "Roteiro para o Fim da Transição" oficial, um processo político que forneceu referências claras para a formação de instituições democráticas permanentes na Somália, o mandato interino do Governo Federal de Transição terminou em 20 de agosto de 2012.  O Parlamento Federal da Somália foi inaugurado simultaneamente, inaugurando o Governo Federal da Somália, o primeiro governo central permanente no país desde o início da guerra civil. 
Em 10 de setembro de 2012, o parlamento elegeu Hassan Sheikh Mohamud como o novo presidente da Somália. ] O presidente Mohamud mais tarde nomeou Abdi Farah Shirdon como o novo primeiro-ministro em 6 de outubro de 2012, que foi sucedido no cargo por Abdiweli Sheikh Ahmed em 21 de dezembro de 2013. 
Em abril de 2013, Hassan retomou as negociações de reconciliação nacional entre o governo central de Mogadíscio e as autoridades separatistas da Somalilândia. Organizada pelo Governo da Turquia em Ancara, a reunião terminou com um acordo assinado entre Hassan e Ahmed Mahamoud Silanyo, Presidente da Somalilândia, concordando em atribuir equitativamente à Somalilândia a sua parte da ajuda ao desenvolvimento destinada à Somália no seu conjunto e em cooperar em matéria de segurança. 
Em agosto de 2013, o governo federal somali assinou um acordo de reconciliação nacional em Adis Abeba com a administração autônoma de Jubaland, com sede no sul da Somália. Endossado pelo ministro federal da Presidência, Farah Abdulkadir, em nome de Hassan, o pacto foi mediado pelo Ministério das Relações Exteriores da Etiópia e veio após longas negociações bilaterais. De acordo com os termos do acordo, Jubaland será administrada por um período de dois anos por uma administração interina de Juba e liderada pelo presidente em exercício da região, Ahmed Mohamed Islam (Madobe). O presidente regional será o presidente de um novo Conselho Executivo, para o qual nomeará três deputados. A gestão do porto e do aeroporto de Kismayo também será transferida para o Governo Federal após um período de seis meses, e as receitas e recursos gerados a partir dessas infraestruturas serão destinados aos setores de prestação de serviços e segurança da Jubaland, bem como ao desenvolvimento institucional local. Além disso, o acordo inclui a integração das forças militares de Jubaland sob o comando central do Exército Nacional da Somália (SNA), e estipula que a Administração Interina de Juba comandará a polícia regional. [ O enviado especial da ONU à Somália, Nicholas Kay, saudou o pacto como "um avanço que abre a porta para um futuro melhor para a Somália"
Em agosto de 2014, a Operação Oceano Índico, liderada pelo governo somali, foi lançada contra o grupo militante Al-Shabaab para limpar os bolsões remanescentes dos insurgentes no campo. 
Em 17 de dezembro de 2014, o ex-primeiro-ministro Omar Abdirashid Ali Sharmarke foi reconduzido como primeiro-ministro. 
Em fevereiro de 2015, Hassan presidiu um fórum de consulta de três dias em Mogadíscio com os presidentes Abdiweli Mohamed Ali, Ahmed Mohamed Islam e Sharif Hassan Sheikh Adan das administrações regionais de Puntland, Jubaland e South West State, respectivamente. Sob a rubrica do New Deal para a Somália, Hassan realizou conversações adicionais de reconciliação nacional com os líderes regionais em Garowe em abril e maio do ano.  Os oficiais assinaram um acordo de sete pontos em Garowe autorizando o envio imediato dos 3.000 soldados de Puntland para o Exército Nacional da Somália.  Eles também concordaram em integrar soldados de outros estados regionais no SNA. 
Em 8 de fevereiro de 2017, os deputados somalis elegeram o ex-primeiro-ministro Mohamed Abdullahi "Farmajo" Mohamed em um resultado surpreendente.  Em 23 de fevereiro de 2017, o presidente Mohamed nomeou o ex-trabalhador humanitário e empresário Hassan Khaire como seu primeiro-ministro.
Quando o mandato do presidente Mohamed Abdullahi Mohamed expirou, em fevereiro de 2021, as datas não haviam sido definidas para a eleição de um sucessor, e os combates eclodiram posteriormente em Mogadíscio. Essa luta continuou até maio de 2021, quando o governo e a oposição concordaram em realizar eleições em até 60 dias;  Após novas negociações, a eleição presidencial foi marcada para 10 de outubro. 
Em dezembro de 2021, Mohamed revogou a autoridade do primeiro-ministro Mohamed Hussein Roble para organizar as próximas eleições e sugeriu que um novo comitê deveria ser formado para supervisioná-las. Isso levou Roble a acusar Mohamed de sabotar o processo eleitoral em 26 de dezembro de 2021. Em 27 de dezembro, Mohamed anunciou que estava suspendendo Roble por suposta obstrução de alegações de corrupção. 
Todas as acusações de Mohamed Abdullahi Farmajo descreviam a obstrução das eleições, já que o presidente cessante havia mergulhado o país no caos por causa de sua ganância de estender seu poder 
Em 15 de maio de 2022, Hassan Sheikh Mohamud foi novamente eleito presidente da Somália.
Barre serviu como primeiro-ministro da Somália ao lado do presidente Mohamud. 
Em 25 de junho, o trabalho do primeiro-ministro Mohamed Hussein Roble chegou ao fim e Hamza Abdi Barre serviu como primeiro-ministro da Somália ao lado do presidente Hassan Sheikh Mohamud. 

## Cronograma

### Antigo
- c. 2350 a.C.: A Terra de Punte estabelece comércio com os antigos egípcios.
- Século 1 d.C.: As cidade-estado na costa somali são ativas no comércio com comerciantes gregos e, mais tarde, romanos.

### Era muçulmana
- Anos 630-900: Os somalis adotam o Islã.
- Século 9 – século 13: Reino de Adal.
- Século 10 – século 16: Sultanato de Mogadíscio.
- 1285–1415: A ascensão e queda do sultanato de Ifat.
- Anos 1200 – final de 1600: A ascensão e queda do sultanato de Ajuran.
- 1300–1400: Mogadíscio, Zeila e Barawe são visitados por Ibn Battuta e Zheng He.
- 1415–1559: A ascensão e queda do sultanato de Adal.
- 1528–1535: Jihad contra a Etiópia liderada por Ahmad ibn Ibrihim al-Ghazi (também chamado Ahmed Gurey e Ahmed Gran; ("o canhoto").
- Final do século 17 – final do século 19: a dominação de Berbera no comércio do Golfo de Áden, Haji Sharmarke Ali Saleh, governador de Zeila, Berbera e Tadjourah, e Sultanato do Geledi.
- meados do século 18 – 1929: Sultanato de Majeerteen também conhecido como Migiurtinia/Majeerteenia.
- 1878–1927: Sultanato de Hobyo.

### Era moderna
- 20 de julho de 1887 : Protetorado britânico da Somalilândia (no norte) subordinado a Áden até 1905.
- 3 de agosto de 1889: Protetorado italiano da costa de Benadir (no nordeste), (desocupado até maio de 1893).
- 1895–1920: Darawiish
- 16 de março de 1905: colônia italiana da Somalilândia (no nordeste, centro e sul).
- Julho de 1910: Somalilândia italiana, uma colônia da coroa
- 1920: O líder dervixe Mohammed Abdullah Hassan morre em Imey e termina a mais longa e sangrenta guerra de resistência colonial em África.
- 15 de Janeiro de 1935: Somalilândia italiana, parte da África Oriental Italiana, juntamente com a Eritreia italiana (e a partir de 1936 Etiópia).
- 1 de Junho de 1936: A Província da Somália é estabelecida como uma das seis províncias da África Oriental Italiana.

### Segunda Guerra Mundial
- 18 de agosto de 1940: Ocupação italiana da Somalilândia Britânica.
- Fevereiro de 1941: Administração britânica da Somalilândia Italiana.

### Independência e Guerra Fria
- 1 de Abril de 1950: A Somalilândia Italiana torna-se uma administração de território fiduciário das Nações Unidas, o Território Fiduciário da Somália, que é prometido independência dentro de 10 anos.
- 26 de Junho de 1960: A Somalilândia Britânica recebe a independência como Estado da Somalilândia, com o entendimento de que é para se reunir com a Somalilândia italiana.
- 1 de Julho de 1960: Reunificação da Somalilândia Britânica com a Somalilândia Italiana para formar a República da Somália.
- 1 de Julho de 1960: Primeiro presidente da Assembleia Nacional da Somália, presidente da Lei da União Somali.
- 1 de Julho de 1960 – 1967: Presidência de Aden Abdullah Osman Daar
- 1967-1969: Presidência de Abdirashid Ali Sharmarke; assassinado por um dos policiais designados para sua proteção.
- 21 de outubro de 1969: República Democrática da Somália.
- 1969-1991: Siad Barre, líder do Conselho Supremo da Revolução, sobe ao poder.
- 23 de julho de 1977 – 15 de março de 1978: Guerra de Ogaden.
- 1982: 1982 Guerra da fronteira entre a Etiópia e a Somália.
- 1986: Queda do governo Barre.
- 1991: A Somalilândia declara independência da Somália.